# Homosexualität

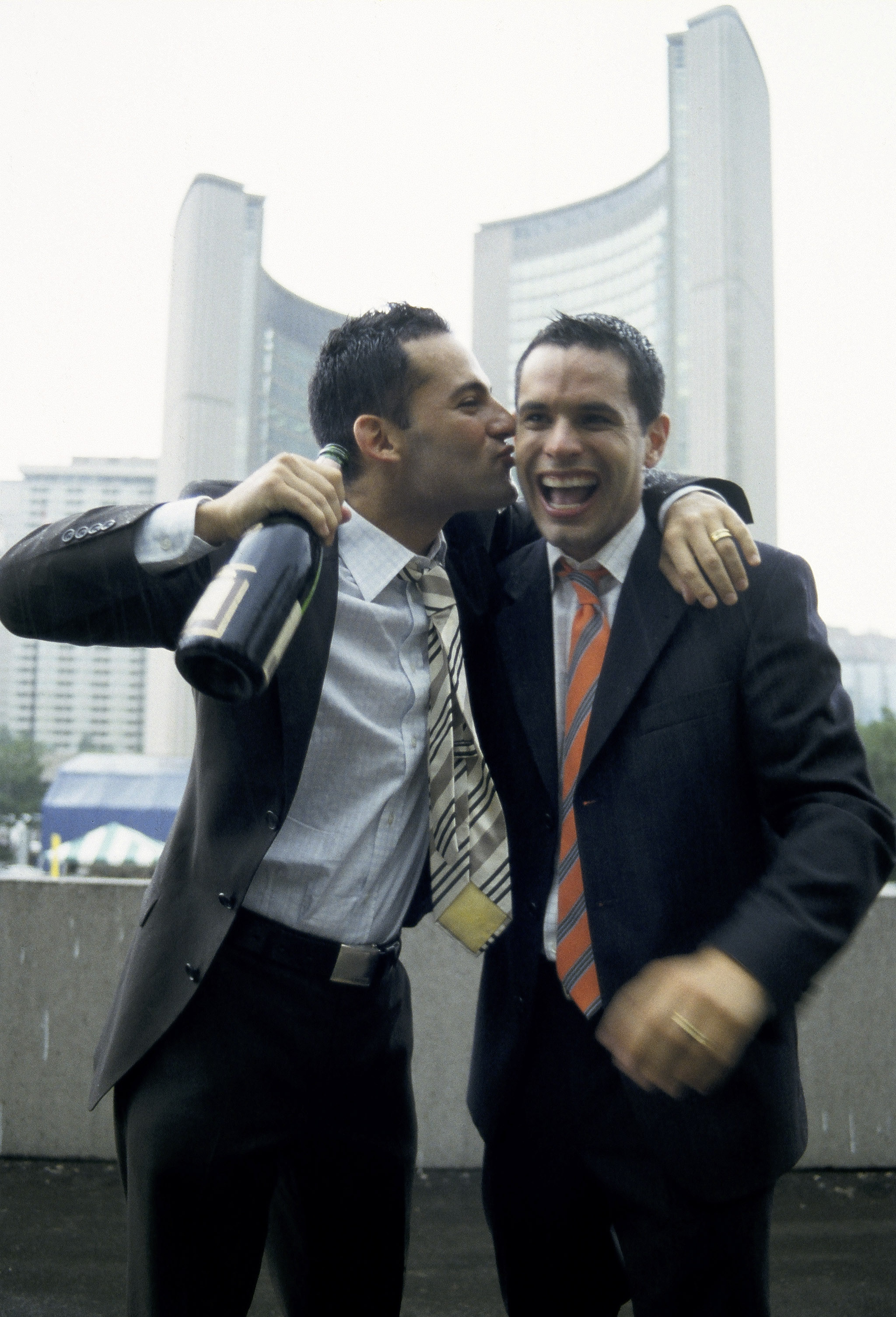
Eine der ersten gleichgeschlechtlichen Eheschließungen in Kanada: Mathieu Chantelois und Marcelo Gomez in Toronto 2003

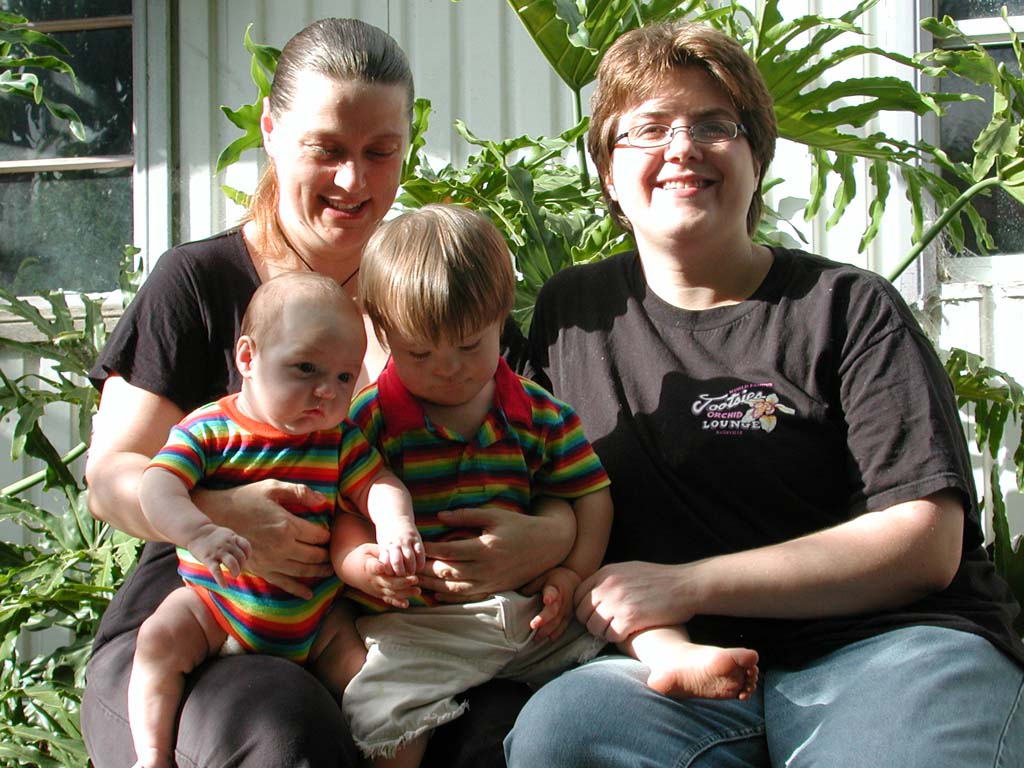
Lesbisches Elternpaar mit seinen Kindern (2004)

Homosexualität („Gleichgeschlechtlichkeit“; von altgriechisch ὁμός homós „gleich“ und „Sexualität“) bezeichnet je nach Verwendung sowohl gleichgeschlechtliches sexuelles Verhalten, erotisches und romantisches Begehren gegenüber Personen des eigenen Geschlechts als auch darauf aufbauende sexuelle Identitäten.
Der Begriff Homosexualität wurde 1869 durch den österreichisch-ungarischen Schriftsteller Karl Maria Benkert erfunden.
Gleichgeschlechtliches Lieben ist in allen Gesellschaften und historischen Epochen durch entsprechende Quellen nachweisbar. Homosexuelles Begehren und homosexuelle Identität fallen aber nicht zwingend zusammen und werden deshalb in der Forschung unterschieden. Die Entstehung einer sexuellen Identität – im Sinne einer auf sexueller Orientierung basierenden Teil der Identität einer Person – gilt heute als das Resultat von Entwicklungen der modernen Gesellschaft. Diese setzten ungefähr im 18. Jahrhundert ein und umfassen Aspekte wie das Städtewachstum, die Bürokratisierung und die kapitalistische Versachlichung sozialer Beziehungen. Parallel zur Herausbildung heterosexistischer Normen in der Mehrheitsgesellschaft entstanden nach und nach in fast allen europäischen Metropolen abgegrenzte homosexuelle Subkulturen, deren Angehörige bald zum Gegenstand polizeilicher Überwachung, staatlicher Verfolgung, krimineller Erpressung und teilweise auch gewaltsamer Übergriffe wurden.
Gleichgeschlechtliche Sexualität wurde in verschiedenen Epochen und Kulturen unterschiedlich behandelt: teils befürwortet und toleriert, teils untersagt und verfolgt. Eine besondere Rolle spielen dabei die drei Abrahamitischen Weltreligionen, deren Schriftgelehrte den sexuellen Verkehr zwischen Männern auf der Basis von Bibel, Tora und Koran in der Regel als Sünde betrachteten, auch wenn liberale Strömungen mit dieser exegetischen Tradition vereinzelt brechen.

## Begriffsgeschichte

### Etymologie und Verwendung

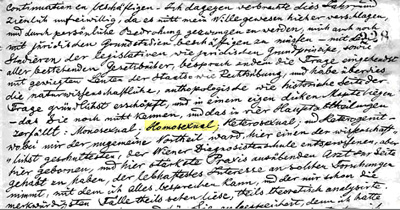
Erste Nennung des englischen Wortes homosexual (Brief des österreichisch-ungarischen Schriftstellers Karl Maria Kertbeny, 1868)

Die Bezeichnung „Homosexualität“ ist eine hybride Wortneubildung aus dem Jahr 1868, geprägt vom Schriftsteller Karl Maria Kertbeny (1824–1882, bürgerlich: Karl Maria Benkert) von altgriechisch ὁμός homόs „gleich“, und lateinisch sexus „Geschlecht“. Gleichzeitig prägte er als Antonym die Bezeichnung Heterosexualität.
Vier Jahre vor Kertbeny führte Karl Heinrich Ulrichs 1864 die Begriffe „Uranismus“, „Urning“ (männlich) und „Urninde“ (weiblich) ein. Zwei Jahre nach Kertbeny und noch vor dem Erscheinen der Psychopathia sexualis prägte Carl Westphal 1870 den Begriff der „conträren Sexualempfindung“. Bis kurz nach der Jahrhundertwende dominierten diese beiden Bezeichnungen die aktivistischen und medizinischen Diskurse.
Richard von Krafft-Ebing sorgte ab 1886 mit seinem Werk Psychopathia sexualis für eine weite Verbreitung der Neubildung Homosexualität. Magnus Hirschfeld berichtet 1914, dass sich der Begriff „Homosexualität“ durchgesetzt habe.
Mit der beginnenden Lesben- und Schwulenbewegung wurde der Begriff vielfach abgelöst. Während Frauen den bereits eingeführten Begriff „Lesben/lesbisch“ als Eigenbezeichnung reklamierten, griffen die Männer den Begriff „Schwuler/schwul“ auf. Ursprünglich abwertend verwendet, wurde die Bezeichnung in den 1970er Jahren von der Lesben- und Schwulenbewegung als Kampfbegriff eingesetzt und gesellschaftsfähig gemacht. Der abwertend gemeinte Charakter der Worte wurde jedoch nicht vollständig zurückgedrängt.

### Englischsprachige Begriffe
Im englischsprachigen Raum hat die Lesben- und Schwulenbewegung das Wort gay (im nachträglichen Rückgriff auf seine ursprüngliche Bedeutung „fröhlich“ und „bunt“, die zwischenzeitlich vom 17. bis ins 20. Jahrhundert hinein allerdings von der Bedeutung „ausschweifend, unmoralisch“ verdrängt worden war) als Selbstbezeichnung durchgesetzt.
Der Begriff gay hat sich auch in anderen Sprachen wie dem Französischen (gai) eingebürgert und findet als Lehnwort auch in Deutschland Verwendung.
Anfang der 1990er Jahre kam es durch die Queer-Theorie zu einer Wiederaneignung des Wortes queer als Überbegriff für alle nicht-heteronormativen Lebensweisen, was dann Lesben und Schwule ebenso wie Transpersonen mit einschließt.

### Konzepte

#### Sodomie

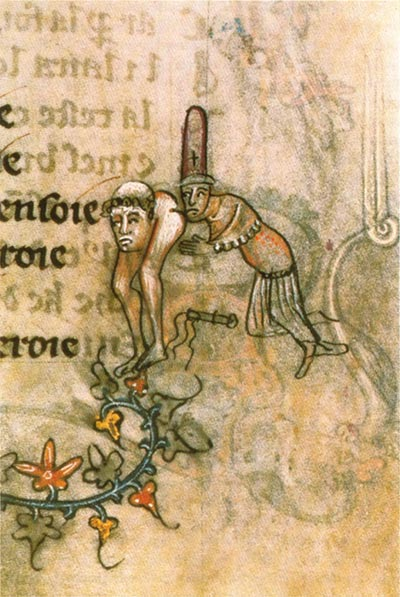
Unter dem Vorwurf der Sodomie wurden die Templer auf dem Scheiterhaufen verbrannt (Manuskript-Illustration, um 1350)

In Europa basierte das Verhältnis des Staates und der Gesellschaft zu gleichgeschlechtlicher Liebe vor der Aufklärung auf religiöser Argumentation. Gleichgeschlechtliche Sexualität zählte zu den Sodomien, den Sexualpraktiken, die sämtlich als sündig und „unzüchtig“ begriffen wurden, da sie nicht der Zeugung eines Kindes dienten. Dieser nicht immer einheitlich angewandte Begriff umfasste jede von der vaginalen Penetration einer Frau durch einen Mann abweichende Sexualpraktik und konnte gleichermaßen Onanie, Zoophilie, Masturbation, Verkehr zwischen den Schenkeln sowie Anal- und Oralverkehr betreffen.
Soweit es gleichgeschlechtliche Sexualität betraf, bezogen sich Sanktionen vornehmlich auf die sexuelle Praxis unter Männern, da die vormoderne Konzeption von Sexualität phallisch zentriert war. „Unzucht“ zwischen Frauen wurde vor allem dann festgestellt und geahndet, wenn weibliche Sexualität die Grenzen zur Maskulinität verletzte, so wenn beim Verkehr unter Frauen auf auffällige Nachbildungen des Penis zurückgriffen wurde oder im Fall deutlich verlängerter Klitorides.

#### Konzeptionen von Homosexualität
Seit im Zuge der Aufklärung ein Diskurs zur Sexualität begann, war er bestimmt durch eine essentialistische Perspektive, nach der sexuelle Kategorien wie Homo- oder Heterosexualität biologisch veranlagt sowie kultur- und geschichtsübergreifend anwendbar seien.
Michel Foucaults Der Wille zum Wissen sorgte ab 1977 für eine Verschiebung hin zu einem konstruktivistischen Modell. Laut Foucault konstituierte sich Sexualität als kulturelles und soziales Identitätskonzept erst im 19. Jahrhundert, im Zuge der Aufklärung wurden im Disput von wissenschaftlichen Disziplinen, staatlichen Akteuren sowie Aktivisten verschiedene Sexualitäten als Kategorien gleichermaßen „erfunden“. Daher habe es vor dieser Zeit auch noch keine Begriffe gegeben, die wie die heutigen „heterosexuell“, „trans“, „schwul“ oder „lesbisch“ geeignet waren, sexuelle Selbstverständnisse zu benennen. Seine Theorie erwies sich als ausgesprochen einflussreich und setzte sich in den 90er Jahren im Zuge der „Essentialisten-Konstruktivisten-Kontroverse“ durch; Eve Kosofsky Sedgwick nannte dies später nicht ohne Ironie den „Großen Paradigmenwechsel“. Seither gelten sexuelle Identitäten als Konstruktionen, die Mitte des 19. Jahrhunderts ihren Anfang nahmen. Zugleich legte Foucault damit den Grundstein zur Queer-Theorie, nach der die binäre Konstruktion von Geschlechtlichkeit nur eine von vielen gleichberechtigten und gleichursprünglichen Konzeptionen von Sexualität und so hinterfragbar sei.

#### Homosexualität als westliches Konzept
Auch in der räumlichen Betrachtung hatte Foucaults Arbeit Folgen, da er die Erfindung der Sexualitäten als Phänomen der westlichen Moderne beschrieb. Als solche ließen sie sich auf nicht-westliche Formen gleichgeschlechtlichen Liebens nicht anwenden. Bei der Idee, gleichgeschlechtliche Liebe und Sexualität sei an eine bestimmte Identität gekoppelt, handelt es sich somit um eine moderne, westlich geprägte Vorstellung.

#### Heutige Verwendungen
Um dem Rechnung zu tragen, wird in der Geschichtswissenschaft häufig der Begriff „Homosexualität“ nur als Bezeichner für die Zeit ab ca. 1860 verwendet, für andere Räume und frühere Zeiten oder als generischer Begriff wird eher „Gleichgeschlechtlichkeit“ verwandt. Innerhalb dieser Epoche wird für die verschiedenen Emanzipationsbewegungen gliedernd auf charakteristische Eigenbezeichnungen zurückgegriffen, etabliert sind die Begriffe Homosexuellenbewegung (~1860-~1942), Homophilenbewegung (~1942-~1969) und Schwulen- und Lesbenbewegung (ab ~1969). Diese Praxis und das ihr zugrundeliegende Verständnis separierbarer Epochen ist nicht nur von Essentialisten wie Louis Crompton zugunsten von historischen Kontinuitäten in Frage gestellt worden, sondern im 21. Jahrhundert wiederholt auch aus den Queer Studies (z. B. von Carolyn Dinshaw oder Valerie Traub). Dies fand in der Geschichtswissenschaft bisher aber keine nachhaltige Resonanz.

## Geschichte

### Homosexuelle Emanzipation

#### Die erste Homosexuellenbewegung

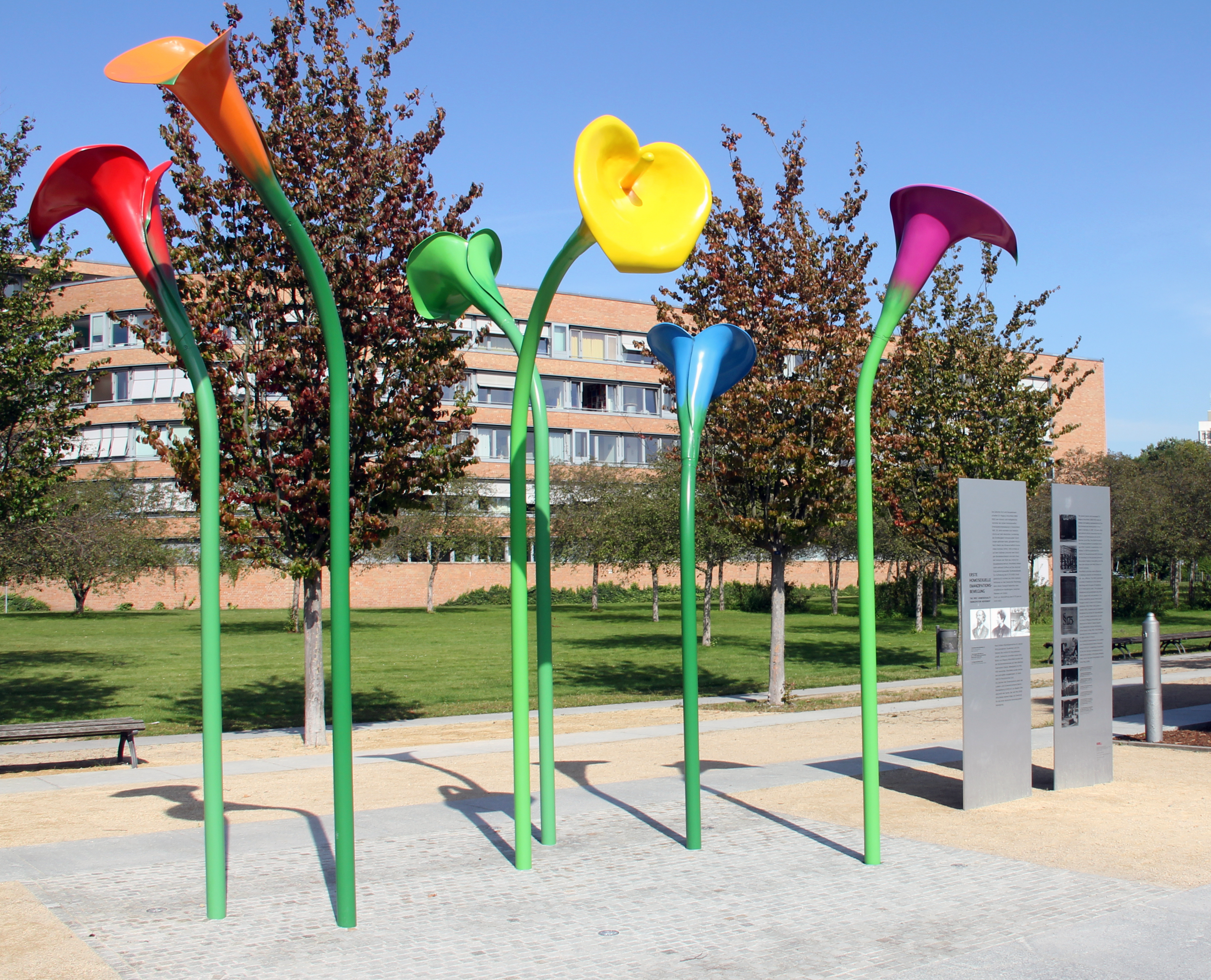
Denkmal für die erste homosexuelle Emanzipationsbewegung (Magnus-Hirschfeld-Ufer, Berlin-Moabit, Foto: 2017)

Eine erste fundierte Verteidigung der Homosexualität schrieb mit Eros. Die Männerliebe der Griechen (1. Band 1836, 2. Band 1838) der Schweizer Modist und Tuchhändler Heinrich Hössli. Er begründete diese mit seiner Überzeugung, dass diese Veranlagung angeboren sei. Auf ihn folgte Karl Heinrich Ulrichs (1825–1895), der als erster Aktivist die Begriffe Uranismus (bzw. Urning für männliche Homosexuelle, Urninde für weibliche Homosexuelle) verwandte und bekannt machte. Ulrichs publizierte umfangreich und forderte 1867 erstmals öffentlich – auf dem deutschen Juristentag in München vor 500 Mitgliedern – die Straflosigkeit homosexueller Handlungen.
Der Beginn der organisierten homosexuellen Emanzipationsbewegung wird im Allgemeinen mit der Gründung des Wissenschaftlich-humanitären Komitees (WhK) durch den Berliner Arzt Magnus Hirschfeld im Jahr 1897 angesetzt. Es handelte sich dabei noch um eine Vereinigung, die nur etwa 500 Mitglieder umfasste und nach außen hin nicht als homosexuelle Bewegung in Erscheinung trat. Stattdessen warb sie mit wissenschaftlichen Argumenten insbesondere für die Streichung des § 175.
Zahlenmäßig weit bedeutsamer waren die nach 1919 gegründeten „Freundschaftsbünde“. Ihr Schwerpunkt lag in der Planung von Geselligkeitsveranstaltungen, umfasste jedoch auch politische und publizistische Aktivitäten sowie die Gewährleistung von Rechtsschutz für jene Mitglieder, die vom § 175 betroffen waren. Als Dachgruppen konkurrierten der im August 1920 gegründete Deutsche Freundschafts-Verband (DFV) und der im Mai 1922 entstandene Bund für Menschenrecht (BfM). Letzterer erwies sich in seiner Größenentwicklung als ein erfolgreiches Modell. Bereits 1924 zählte er über 12.000 Mitglieder; 1929, gegen Ende der Weimarer Republik, waren es sogar mehr als 48.000 Mitglieder. Ausländische angegliederte Gruppen soll es laut Angaben des Vereins in der Schweiz, in Österreich, in der Tschechoslowakei, in New York City, Argentinien und Brasilien gegeben haben. Mit der Zerschlagung der deutschen Homosexuellenbewegung durch die Nationalsozialisten Anfang ab 1933 und dem Zweiten Weltkrieg endeten diese Ansätze.

#### Die Homophilenbewegung
Eine Ausnahme bildet eine Schweizer Gruppe um Laura Thoma und Anna Vock mit ihrer 1932 gegründeten Zeitschrift Das Freundschaftsbanner, die als einzige in Europa während des Zweiten Weltkriegs durchgängig aktiv blieb. Aus ihr ging 1942 die von „Rolf“ (Karl Meier) unter dem Namen Der Kreis publizierte Zeitschrift hervor. Sie wurde nach dem Zweiten Weltkrieg Vorbild für viele neu entstehende Gruppen im In- und Ausland, die eine neue Bewegung initiierten. Dabei griffen die Vertreter meist auf den Begriff der Homophilie zurück, dementsprechend wird sie in der Regel als Homophilenbewegung abgegrenzt.
Ein neuer Schwerpunkt der Homophilenbewegung bildete sich bald in den Vereinigten Staaten. Im Frühjahr 1951 gründete Harry Hay, Mitglied der CPUSA, zusammen mit Bob Hull, Chuck Rowland, Dale Jennings und Rudi Gernreich die Mattachine Society. 1955 entstand unter Führung von Del Martin und Phyllis Lyon die Lesbenorganisation Daughters of Bilitis. Beide Gruppen bezeichneten sich als homophil, um sich der Reduzierung von Homosexualität auf den Akt des Beischlafs zu entziehen. Unter dem Druck der McCarthy-Ära verhielten sich diese Organisationen unpolitisch und waren Gemeinschaften, die in der Öffentlichkeit nicht in Erscheinung traten. Erst Mitte der 1960er Jahre fand eine Politisierung statt.

#### Schwulen- und Lesbenbewegung

Die Regenbogenfahne, seit 1978 ein internationales schwul-lesbisches Symbol

Am 28. Juni 1969 kam es anlässlich einer Polizeirazzia in der New Yorker Schwulenbar Stonewall zu einem Aufstand in der Christopher Street, der drei Tage andauerte. Dieses Ereignis führte zu einer Radikalisierung zahlreicher Lesben und Schwuler. In Anlehnung an linke Bewegungen der damaligen Zeit gründeten sich gemischte Gruppen wie die Gay Liberation Front und die Gay Activists Alliance.
Am 1. Mai 1970 machte schließlich die Gruppe Radicalesbians auf sich aufmerksam, indem sie in New York den Zweiten Jahreskongress zur Vereinigung der Frauen mit einem geplanten Happening unterbrach. Das dort verteilte Manifest der frauenidentifizierten Frau begründete das sich für die Frauenbewegung als einflussreich erweisende Konzept des politischen Lesbianismus: Lesbischsein wurde nicht als eine sexuelle Orientierung, sondern als die einzig mögliche Strategie des Widerstands gegen patriarchale Bevormundung und Unterdrückung aufgefasst.
In der Bundesrepublik Deutschland gilt vor allem die Uraufführung des Films Nicht der Homosexuelle ist pervers, sondern die Situation, in der er lebt von Rosa von Praunheim im Jahr 1971 als Beginn der modernen deutschen Lesben- und Schwulenbewegung. Von Praunheim unterlegte die filmische Darstellung der Situation von Schwulen mit sozialkritischen Kommentaren und Texten. Die erste bundesweite Fernsehausstrahlung 1973 in der ARD wurde zum Skandal, unter anderem auch, weil sich der Bayerische Rundfunk aus dem gemeinsamen Fernsehprogramm ausschaltete. Auch konservative, gesellschaftlich angepasste Homosexuelle lehnten den Film zum Teil ab. Die zunächst politisch links orientierte, vor allem studentisch geprägte Emanzipationsbewegung schlug einen neuen Kurs ein und setzte auf Sichtbarkeit in der Gesellschaft, um effektiver für ihre Rechte kämpfen und offener leben zu können. Das stand im Widerspruch zur Homophilenbewegung, die als beendet betrachtet wurde und schon bald in sich zusammenfiel. In diesem Zuge gründeten sich schnell viele neue Lesben- und Schwulengruppen. Die neugegründeten Gruppen orientieren sich zum Teil an U.S-amerikanischen Vorbildern, die schon einen zeitlichen und konzeptionellen Vorlauf hatten. Ähnlich wie in den USA trennten sich Lesben in der Bundesrepublik früh von den männlich dominierten Schwulengruppen und vernetzten sich stärker mit der Frauenbewegung.
In den 1980er und 1990er Jahren kam es zu einer breiten Ausfächerung, aber auch zu einer fortschreitenden Entpolitisierung der homosexuellen Emanzipationsbewegung. Gleichzeitig fand eine Wiederannäherung von Lesben und Schwulen statt. Seit etwa Mitte der 1980er Jahre veranstalten sie gemeinsam in fast sämtlichen europäischen und amerikanischen Metropolen alljährliche Demonstrationen zur Erinnerung an den Stonewall-Aufstand. In den 1990er Jahren wurden daraus gewaltige Umzüge, die unter der Bezeichnung Christopher Street Day bzw. Gay Pride Parade in den Tagen zwischen Juni und Juli weltweit mehrere Millionen Menschen auf die Straße ziehen.

## Demografie

### Demografische Häufigkeit

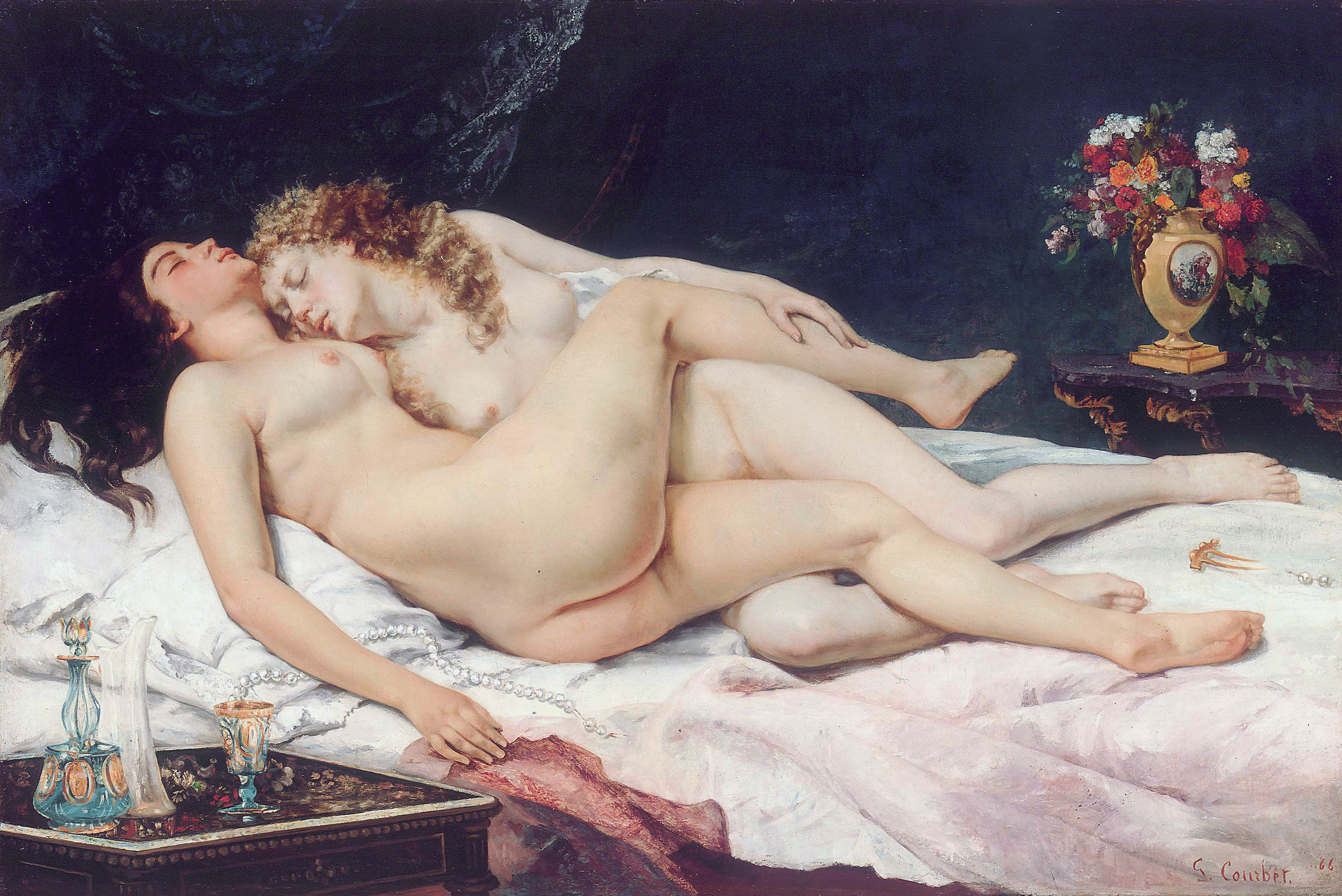
Der Schlaf (Gemälde von Gustave Courbet, 1866)

Schätzungen über die Häufigkeit von Homosexualität variieren beträchtlich und werden durch unterschiedliche, voneinander abweichende Definitionen des Gegenstands zusätzlich verkompliziert. Darüber hinaus ist anzunehmen, dass Umfragen durch die soziale Stigmatisierung der Homosexualität und die damit einhergehende Tendenz zum Verschweigen eher nach unten als nach oben verfälscht sind. So schätzten sich etwa in einer repräsentativen Emnid-Umfrage aus dem Jahr 2000 nur 1,3 bzw. 0,6 Prozent der in Deutschland lebenden Befragten als schwul bzw. lesbisch sowie 2,8 bzw. 2,5 Prozent als bisexuell ein. Gleichzeitig gaben aber 9,4 Prozent der Männer und 19,5 Prozent der Frauen an, sich vom eigenen Geschlecht erotisch angezogen zu fühlen. Im Jahr 2009 schätzten Forscher des Robert-Koch-Instituts sowie des Wissenschaftszentrum Berlin den Anteil der Männer in der Bundesrepublik, die Sex mit Männern haben, auf 2,5 bis 3,4 Prozent der Bevölkerung, was im Mittel 600.000 Personen entsprechen würde. Dem LGBT-Spektrum insgesamt ordneten sich in einer Online-Umfrage 2016 in Deutschland 7,4 Prozent der Befragten zu.
Bei einer im Jahr 2003 in Australien durchgeführten Umfrage bezeichneten sich 1,6 Prozent der Männer als homosexuell und 0,9 Prozent als bisexuell; 0,8 bzw. 1,4 Prozent der befragten Frauen gaben an, lesbisch bzw. bisexuell zu sein. In Kanada stuften sich bei einer 2003 durchgeführten Umfrage unter Männern und Frauen im Alter zwischen 18 und 59 Jahren 1,0 Prozent als homosexuell und 0,7 Prozent als bisexuell ein. In Großbritannien ergab eine Umfrage des Office for National Statistics aus dem Jahr 2011/2012, dass sich 1,1 Prozent aller befragten Personen als schwul oder lesbisch einschätzten, 0,4 Prozent bezeichneten sich als bisexuell, weitere 3,6 Prozent waren sich in Bezug auf ihre Orientierung unsicher. Laut einer repräsentativen Untersuchung des Center for Disease Control and Prevention (CDC) vom März 2011 bezeichnen sich 1,7 Prozent der amerikanischen Männer zwischen 15 und 44 Jahren als homosexuell. Gary J. Gates von der Universität Kalifornien untersuchte elf US-amerikanische und internationale Studien aus den letzten Jahren; danach ist der Anteil der sich als homosexuell und bisexuell identifizierenden Frauen und Männer in den USA 2004–2009 angestiegen. Im Schnitt lag der Anteil 2009 bei den nicht-heterosexuellen Frauen bei 3,3 % (1,1 % homosexuell) und 3,6 % bei den Männern (2,2 % homosexuell). Dies bedeutet in absoluten Zahlen, dass etwa 9 Millionen Amerikaner nicht heterosexuell sind. Laut der US-Studie National Health Interview Survey (NHIS) von 2013 bezeichneten sich 1,6 % der US-Bevölkerung als homosexuell und 0,7 % als bisexuell.
Was das tatsächliche Sexualverhalten angeht, kam der Kinsey-Report 1948 zu dem Ergebnis, dass 37 Prozent der männlichen US-Bevölkerung nach Beginn der Pubertät „zumindest einige physische homosexuelle Erlebnisse bis zum Orgasmus“ haben und weitere 13 Prozent „erotisch auf andere Männer“ reagieren, „ohne tatsächliche homosexuelle Kontakte“ zu unterhalten. Zusammengerechnet seien daher nur 50 Prozent der männlichen erwachsenen Bevölkerung ausschließlich heterosexuell und gar nur vier Prozent ausnahmslos – und über ihr gesamtes Leben hinweg – homosexuell.
Schon bei Kinsey war der Anteil von Homosexualität an der „Gesamt-Triebbefriedung“ nichts Festes, sondern hing in hohem Maße von der jeweiligen Klassenzugehörigkeit ab. So pflegten Angehörige der unteren Schichten in dieser Zeit wesentlich mehr homosexuelle Kontakte als das Bürgertum und die Eliten.
Jüngere Studien zeigen darüber hinaus, wie sehr diese Zahlen dem historischen Wandel unterliegen können. So gaben in einer Studie zur Jugendsexualität, die 1970 vom Hamburger Institut für Sexualforschung durchgeführt wurde, 18 Prozent der befragten 16- und 17-jährigen Jungen an, gleichgeschlechtliche sexuelle Erfahrungen gemacht zu haben. Zwanzig Jahre später waren es nur noch zwei Prozent – ohne dass sich der Anteil von Jungen mit heterosexuellen Kontakten dadurch signifikant erhöht hätte.
Der Sexualwissenschaftler Volkmar Sigusch erklärt diesen Einbruch gleichgeschlechtlicher Jugenderfahrungen u. a. mit der wachsenden öffentlichen Thematisierung von „Homosexualität“ und der damit verbundenen Befürchtung der Jungen, aufgrund solcher Handlungen „womöglich als ‚Schwuler‘ angesehen zu werden“. Allerdings verharrte der Anteil der Mädchen mit homosexuellen Kontakten im selben Zeitraum konstant bei sechs Prozent.
Ähnlich stellte auch die Bundeszentrale für gesundheitliche Aufklärung (BZgA) in ihrer repräsentativen Wiederholungsbefragung zwischen 1980 und 1996 eine Halbierung des Anteils 14- bis 17-jähriger Jungen fest, die angaben, „enge körperliche Erlebnisse“ mit dem eigenen Geschlecht gesammelt zu haben (von zehn auf fünf Prozent), während sich umgekehrt der Anteil der Mädchen, die von solchen Erlebnissen berichteten, zwischen 2001 und 2005 von acht auf 13 Prozent erhöhte.
Die tatsächliche Häufigkeit von homosexuellen Erfahrungen kann nicht überzeitlich und für alle sozialen Schichten einheitlich bestimmt werden. Gesellschaftliche und kulturelle Rahmenbedingungen beeinflussen die in Umfragen ermittelte Selbsteinschätzung zum Thema Homosexualität, sodass ein direkter Bezug auf die Tatsachenlage schwierig ist.

### Situative Homosexualität
Unter dem soziologischen Begriff situationsbezogene Homosexualität (englisch situational homosexuality), die manchmal noch als „Pseudohomosexualität“ bezeichnet wird, versteht man gleichgeschlechtliche Handlungen von Personen, die nach standardmäßiger Definition keine homosexuelle, ja nicht einmal eine bisexuelle Orientierung haben, also heterosexuelle Sexualkontakte bevorzugen. Grundgedanke ist, dass die Aktivität nie passiert wäre, wenn sich die Menschen nicht in einer ungewöhnlichen Situation befunden hätten. Solche Männer werden auch der Gruppe der heterosexuellen Männer, die Sex mit Männern haben (englisch: Straight Men Who Have Sex with Men, SMSM) zugerechnet.
Situationsbedingte Homosexualität kommt vor allem in Umgebungen vor, in denen über längere Zeit nur Personen des gleichen Geschlechts leben. Als typische Orte gelten Haftanstalten, Erziehungsanstalten, Schiffe auf See, U-Boote, Bohrinseln, Kasernen, Klöster und Konvente, Internate, Sportteams auf Tournee und abgelegene Arbeitslager etwa bei Minen oder Großbauprojekten. Vor allem dort wird sie auch als Not-Homosexualität, Knasthomosexualität und während des Nationalsozialismus als Lagerhomosexualität bezeichnet. In der Wissenschaft spricht man manchmal auch von bisexuellem Sexualverhalten, homosexuellen Ersatzhandlungen oder experimenteller Homosexualität. Unter situative Homosexualität fällt auch oft mannmännliche Prostitution; diese ist Standardbeispiel für Pseudohomosexualität. Jugendliche gleichgeschlechtliche Handlungen werden nur in getrenntgeschlechtlichen Umgebungen dazugezählt, manchmal werden sie als Entwicklungshomosexualität bezeichnet. Einige Aspekte in dieser sonst eigenen Betrachtung von Jugendlichen sind aber der situativen Homosexualität sehr ähnlich.
Im Jahr 1826 berichtete Reverend Louis Dwight über die Verhältnisse in amerikanischen Gefängnissen. Dies ist der früheste Bericht über amerikanische Strafanstalten. Josiah Flynt beschrieb 1899 situationsbezogenen Sex bei den amerikanischen Hobos, mit denen er reiste. Hans Otto Henel beschrieb 1926 in Eros im Stacheldraht die Situation im Ersten Weltkrieg, was Karl Plättner zu seinem 1929 erschienenen Werk Eros im Zuchthaus inspirierte. Viele erotische Fantasien und Geschichten spielen in Settings mit situativer Homosexualität.
Nachdem viele Gesellschaften homosexuelle Identität und offen homosexuelles Leben ablehnen, ist es oft schwer herauszufinden, was hinter einer individuellen heterosexuellen Identität steckt. Manchmal kann auch sozialer Druck und internalisierte Homophobie zu einer solchen Identität führen. Möglicherweise würden sich mehr Menschen als bisexuell identifizieren, wenn es sowohl von der heterosexuellen wie auch der homosexuellen Gesellschaft stärker akzeptiert würde. Das Konzept der situativen Homosexualität wirft Fragen auf, inwiefern aktives Sexualverhalten interne Wünsche ausdrückt und durch externe Umstände beeinflusst wird. Sexuelle Orientierung ist ein sehr komplexes System mit vielen Zwischenstufen zwischen zwei Extremen oder auf zwei getrennten Skalen und genauer betrachtet sogar gleichzeitig auf mehreren emotionalen Ebenen. Die Entbehrung gegengeschlechtlicher Sexualkontakte wird von unterschiedlichen Personen verschieden bewältigt. Schon im späten 19. Jahrhundert erkannte man, dass manche Individuen niemals gleichgeschlechtliche Aktivität zeigen, egal wie lange und wie intensiv sie heterosexuellen Kontakt entbehren. Ebenso zeigen auch viele homosexuelle Menschen keine heterosexuelle Aktivität, auch wenn Homosexualität repressiv behandelt wird und praktisch nicht durchführbar ist. Grundsätzlich geht man davon aus, dass durch nicht der sexuellen Orientierung entsprechende Handlungen dieselbe nicht beeinflusst wird. Dazu nicht im Widerspruch zeigen kulturübergreifende Vergleiche, dass gleichgeschlechtliches Sexualverhalten in Situationen gegengeschlechtlicher Entbehrungen öfter vorkommt, vor allem bei Männern in ihrer sexuellen Hauptzeit.
In vielen Kulturen wird situationsbezogene Gleichgeschlechtlichkeit toleriert. Manche sozialen Analysten gehen davon aus, dass situative Homosexualität verwendet wird, um Homophobie und Biphobie zu bekräftigen, indem jenen, die homosexuelle Sexualkontakte in gleichgeschlechtlichen Umgebungen haben, erlaubt wird, sich weiter als heterosexuell zu definieren. Oft wird in solchen Umgebungen zwischen „echten Homosexuellen“ und jenen, die heterosexuell bleiben, unterschieden. Erstere sind sozial stigmatisiert, während ihr Partner es nicht ist. Durch diese Unterscheidung wird Homophobie bestärkt, obwohl gleichgeschlechtliche Aktivität toleriert wird. Auch wenn sie oft stillschweigend erwartet wird und zu einem gewissen Grad toleriert wird, wird trotzdem erwartet, dass sie versteckt bleibt. Wird sie öffentlich sichtbar, so wird sie bestraft, selbst wenn jeder davon gewusst hat. Der „echte Homosexuelle“ wird dabei oft härter bestraft als sein mutmaßlich heterosexueller Partner, welcher vorgeblich nur aus der Situation heraus handelt. Oft wird die Unterscheidung auch dadurch getroffen, wer beim Sex „aktiver/männlicher“ und wer „passiver/weiblicher“ Partner ist. Diese Anzeichen zeigten sich beispielsweise auch in Südeuropa und vor allem im Orient (Nordafrika bis Pakistan) mit streng getrenntgeschlechtlicher Gesellschaft, wohin viele Europäer vor der hier schon herrschenden starken Ablehnung „flüchteten“ und welcher hierzulande teilweise einen schlechten Ruf hatte. Erst in den 1960er Jahren änderte sich dort die Haltung, manchmal existieren aber noch alte Traditionen weiter oder flammen wieder auf.

## Recht

### Geschichte

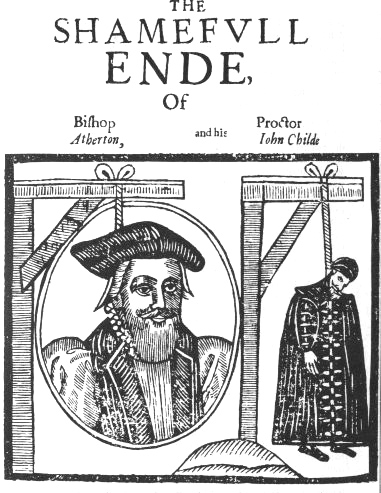
John Atherton und John Childe, 1640 in Dublin wegen „Sodomie“ gehängt

Bis zum Hochmittelalter galt der Analverkehr im christlichen Bereich als Sünde, aber noch nicht als Verbrechen; folglich drohte höchstens eine Kirchenbuße und ein zeitweiliger Ausschluss von der Eucharistie, aber noch keine weltlichen Maßnahmen. Vom 13. Jahrhundert bis zur Aufklärung wurde Analverkehr zwischen Männern dann in fast ganz Europa unter der Bezeichnung „Sodomie“ durch weltliche Gesetze im Zuge der Sodomiterverfolgung mit dem Scheiterhaufen bedroht. Zu größeren Verfolgungen und jeweils Hunderten von Hinrichtungen kam es während des Spätmittelalters in Norditalien und Spanien sowie während des gesamten 18. Jahrhunderts auch in England, Frankreich und den Niederlanden.
Die Ideen der Französischen Revolution führten in zahlreichen Staaten, die sich am französischen Code pénal orientierten, um 1800 herum zur Abschaffung oder Milderung von Gesetzen gegen die „widernatürliche Unzucht“ (so etwa in den Niederlanden, im Rheinland und in Bayern). Preußen wandelte 1794 mit der Einführung des Allgemeinen Landrechts die Todesstrafe in eine Zuchthausstrafe um. 1871 wurde der preußische Paragraph in das Reichsstrafgesetzbuch des Deutschen Reichs aufgenommen und als § 175 in der folgenden Zeit immer häufiger angewandt.

#### Wandel von der Straftat zur „psychischen Krankheit“
Großen Einfluss hatte zu dieser Zeit der deutsch-österreichische Psychiater und Rechtsmediziner Richard von Krafft-Ebing. Seine durch Kriminalfälle und in der Psychiatrie gewonnenen Forschungen stellten Homosexuelle als erblich belastete Perverse dar, die für ihre angeborene „Umkehrung“ des Sexualtriebes nicht verantwortlich seien und deshalb nicht in die Hände eines Strafrichters, sondern in die von Nervenärzten gehörten. Diesen erschloss er damit ein neues „Patientengut“ für Zwangsbehandlung und Forschungsexperimente.
In seinem Buch Psychopathia Sexualis (1886, das Buch wurde zu einem Standardwerk) definierte er die Homosexualität als angeborene neuropsychopathische Störung, also als eine erbliche Nervenkrankheit.
Diese Diagnose erlaubte es ihm, sich für eine vollständige Straffreiheit der Homosexualität auszusprechen, da Homosexuelle für ihre „Missbildung“ nicht selbst verantwortlich seien und die Homosexualität nicht ansteckend sei. Allerdings wurde Homosexualität dadurch erst pathologisiert und homosexuelle Menschen für unzurechnungsfähig erklärt. Obwohl Krafft-Ebing zu seiner Zeit als maßgebliche Instanz auf dem Gebiet der Gerichtsmedizin galt, blieb diese Theorie für die Straflosigkeit folgenlos, da vor allem kirchlich-konservative Kreise auf die moralische Ächtung der Homosexuellen nicht verzichten wollten.
Bis zur Reform des § 175 im Jahr 1969 arbeitete die Polizei dabei mit Spitzeln in der schwulen Subkultur und geheimen Rosa Listen, auf denen zahlreiche Namen von homosexuellen Männern verzeichnet waren. Da Homosexualität verfolgt und bis in die 1970er Jahre als psychische Erkrankung diagnostiziert wurde, konnten Homosexuelle auch auf unbestimmte Zeit freiheitsentziehend in einer forensischen Psychiatrie untergebracht werden. Ein Beispiel ist die „Behandlung“ des britischen Mathematikers und Computerpioniers Alan Turing im Jahr 1952, der wenig später starb, wahrscheinlich durch Suizid.
Am 17. Mai 1990 strich die Weltgesundheitsorganisation (WHO) Homosexualität von der Liste psychischer Krankheiten.

#### Verfolgung in der Zeit des Nationalsozialismus

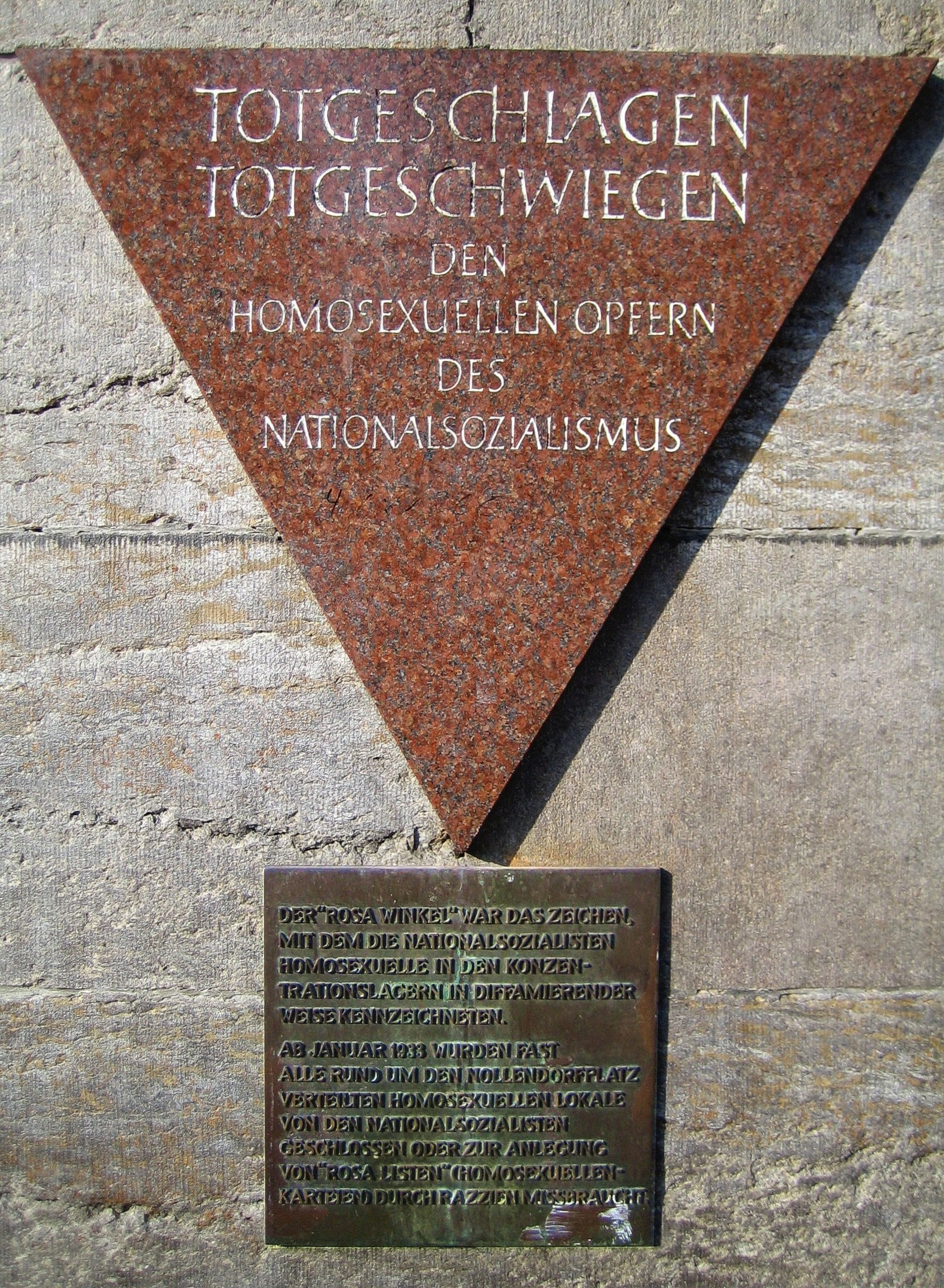
Winkelförmige Gedenktafeln aus rotem Granit mit der Inschrift „Totgeschlagen, totgeschwiegen“ wurden an verschiedenen Gedenkorten angebracht, hier am U-Bahnhof Nollendorfplatz in Berlin (Foto: 2009)

Die Schätzungen hinsichtlich der Zahl der schwulen Männer, die während der Zeit des Nationalsozialismus in Konzentrationslagern ihr Leben lassen mussten, variieren erheblich. Die wohl verlässlichsten Zahlen stammen bis heute von Rüdiger Lautmann. Er schätzte die Zahl der in Konzentrationslager verschleppten homosexuellen Männer auf 10.000 bis 15.000. Von ihnen kamen etwa 53 % ums Leben. Der Grund für z. T. erheblich darüber hinausgehende Schätzungen liegt u. a. darin, dass nicht ermittelt werden kann, wie viele aus anderen Gründen ermordete Menschen homosexuell waren.
Einige Männer wurden trotz ihrer dem NS-Regime bekannten Homosexualität geduldet. Zu nennen sind etwa Reichswirtschaftsminister Walther Funk, der 1946 wegen seiner Verbrechen zu lebenslanger Haft verurteilt wurdef. John C. Fout zeigte für Hamburg, dass 90 Prozent der Homosexuellen, die in Konzentrationslager oder Heilanstalten kamen, Arbeiter waren; nur die übrigen zehn Prozent waren der bürgerlichen Gesellschaftsschicht zuzuordnen.
In Deutschland gab es, im Gegensatz zu Österreich, kein Gesetz gegen die lesbische Liebe, lesbische Frauen wurden daher – anders als homosexuelle Männer – in Konzentrationslagern nicht durch einen Rosa Winkel o. ä. gekennzeichnet und auch nicht systematisch verfolgt. Trotzdem sind Fälle lesbischer Frauen bekannt, deren Lebensentwurf Anlass zur Verfolgung bot, sie wurden meist als „Asoziale“ deklariert und mussten im Konzentrationslager den schwarzen Winkel tragen. Einzelfälle in den Zugangslisten des Konzentrationslagers Ravensbrück kennzeichnen dies durch ergänzende Bemerkungen neben dem Haftgrund.

#### Rechtslage in der Nachkriegszeit
In der Bundesrepublik Deutschland bestand der § 175 bis 1969 in der von den Nationalsozialisten verschärften Fassung weiter, was vom Bundesverfassungsgericht 1957 als rechtmäßig anerkannt wurde. Die Artikel 2 und 3 des Grundgesetzes, welche die „freie Entfaltung der Persönlichkeit“ und die „Gleichberechtigung der Geschlechter“ garantieren, standen diesen Strafgesetzen allerdings gegenüber. Dieses gesetzgeberische Spannungsfeld bildete die Rahmenbedingungen für vornehmlich homosexuelle Männer, sich aktiv gegen die Kriminalisierung ihrer Sexualität zu wenden.
Das Frankfurt am Main der 1950er Jahre kann neben Hamburg – insbesondere vor dem Hintergrund des Aktivismus gegen die Kriminalisierung von männlicher Homosexualität in der jungen Bundesrepublik Deutschland – als Hochburg der Homophilenbewegung gesehen werden. So bemühte sich Hans Giese, der im April 1949 das Institut für Sexualforschung gegründet hatte, dort im Oktober 1949 um eine Neugründung des Wissenschaftlich-humanitären Komitees (WhK). Der Vereinsaktivist Hermann Weber wurde dessen erster Präsident. Der im selben Jahr von Heinz Meininger gegründete Verein für humanitäre Lebensgestaltung (VhL) trat dem WhK geschlossen bei. Bei den berüchtigten Frankfurter Homosexuellenprozessen 1950/1951, die maßgeblich von der Staatsanwaltschaft durch Instrumentalisierung des Kronzeugen Otto Blankenstein initiiert wurden, wandten sich einzelne Mitglieder des VhL, wie etwa der Rechtsanwalt Erich Schmidt-Leichner oder der Journalist Rudolf Eims, aktiv gegen die staatlichen Verfolgungen. Die genannte Prozessserie markiert einen frühen Höhepunkt der Verfolgung homosexueller Männer in der Bundesrepublik Deutschland und weist deutliche Kontinuitäten zur NS-Zeit auf, während sie allerdings auch unter den neuen Vorzeichen der Ära Adenauer stattfand.
Erst 1994 fiel er im Zuge der Rechtsangleichung mit der DDR weg. Während jener Zeit verurteilte Schwule wurden in Deutschland am 17. Mai 2002 durch den Bundestag symbolisch rehabilitiert. In der Deutschen Demokratischen Republik wurden einvernehmliche, homosexuelle Handlungen unter Erwachsenen schon seit Ende der 1950er Jahre nicht mehr rechtlich verfolgt.
In Österreich existierte der § 209 ÖStGB mit ähnlichem Wortlaut wie der § 175 StGB in Deutschland bis ins Jahr 2002, als er vom österreichischen Verfassungsgerichtshof aufgehoben wurde, und trat am 14. August 2002 außer Kraft. Dennoch wurde Österreich im Anschluss mehrfach vom EGMR, der ebenfalls ausdrücklich die Menschenrechtswidrigkeit des § 209 feststellte, verurteilt, da man es unterlassen hatte, menschenrechtswidrig Verurteilte zu rehabilitieren.

### Rechtslage im deutschsprachigen Raum

#### Anerkennung von Partnerschaften

Gleichgeschlechtliche Ehe anerkannt
Eingetragene eheähnliche Gemeinschaften anerkannt
Nicht eingetragene eheähnliche Gemeinschaften anerkannt
Anerkennung im Ausland geschlossener Ehen für den Wohnsitz
Die Verfassung definiert die Ehe als Verbindung zwischen Mann und Frau
Nicht anerkannt oder unbekannt

Die weitgehende rechtliche Gleichstellung von Lesben und Schwulen mit Heterosexuellen wird in der Lesben- und Schwulenbewegung überwiegend begrüßt, auch wenn es immer noch umstritten ist, ob man sich damit gesellschaftlich und beziehungsdynamisch den klassischen Normen der „bürgerlichen Ehe“ annähern möchte, bei denen einige noch meinen, Überbleibsel einer patriarchalen Gesellschaftsordnung zu finden, mit einer strengen Aufteilung von Geschlechtsrollen, die für eine gleichgeschlechtliche Beziehung nicht anwendbar wären.

##### Deutschland
In Deutschland gibt es seit dem 1. August 2001 das Rechtsinstitut der Lebenspartnerschaft. Nach ihrer Verabschiedung durch den Bundestag meldeten einige Politiker Zweifel daran an; die unionsregierten Länder Bayern, Sachsen und Thüringen bemühten sich sogar um eine völlige Aufhebung des Gesetzes vor dem Bundesverfassungsgericht. Dieses stellte jedoch klar, dass einer vollständigen Gleichstellung mit der Ehe nichts im Wege stünde, da die Lebenspartnerschaft mit der Ehe schon allein deshalb nicht konkurriere, weil sie einen anderen Personenkreis betreffe.
Die Lebenspartnerschaft entspricht – was das Bürgerliche Gesetzbuch betrifft – weitestgehend der Ehe. Lediglich die gemeinschaftliche Adoption von nichtleiblichen Kindern ist nicht möglich. Lebenspartner können aber das leibliche Kind ihres Partners adoptieren (sogenannte Stiefkindadoption). Auf diese Weise können zwei Frauen oder zwei Männer rechtlich gemeinschaftliche Eltern von Kindern werden. Ebenso erlaubt wurde im Februar 2013 durch Entscheidung des Bundesverfassungsgerichtes die sukzessive Zweitadoption eines adoptierten Kindes. Auch in der gesetzlichen Kranken-, Pflege- und Rentenversicherung (unter anderem Witwenrente) sind Lebenspartner mit Ehegatten gleichgestellt. Sie leben – wie Ehegatten – im Güterstand der Zugewinngemeinschaft, wenn sie nichts anderes vereinbaren. Gleichbehandlung erfolgt nach der Trennung auch beim Unterhaltsrecht. Es gelten Befangenheitsvorschriften und Zeugnisverweigerungsrechte wie bei Eheleuten auch. Zudem ist ein Verlöbnis für Lebenspartner entsprechend dem Verlöbnis für Ehegatten rechtswirksam.
Im Bundesbeamtenrecht werden Lebenspartner rückwirkend ab 2001 (etwa Familienzuschlag oder Hinterbliebenenpension) gleichbehandelt. Hier erfolgte die Gleichstellung gegen den Widerstand der CDU/CSU-Fraktion im Bundestag und der unionsregierten Länder im Bundesrat durch Urteil des Bundesverfassungsgerichtes, das parlamentarisch gesetzlich danach umgesetzt wurde. Die Zuständigkeit für das Beamtenrecht ist inzwischen durch die Föderalismusreform auf den Bund für seine Beamten und auf die Bundesländer für die Landesbeamten übergegangen. Als erstes Bundesland hat Bremen seine verpartnerten Beamten und Richter mit seinen verheirateten Beamten und Richtern gleichgestellt; danach folgten Berlin, Hamburg, Mecklenburg-Vorpommern, Brandenburg, Rheinland-Pfalz, Saarland, Niedersachsen, Nordrhein-Westfalen, Sachsen-Anhalt, Schleswig-Holstein, Hessen, Baden-Württemberg, Mecklenburg-Vorpommern, Sachsen und Bayern.
Im Zuge der Erbschaftsteuerreform wurden im Januar 2011 die eingetragenen Lebenspartnerschaften der Ehe gleichgestellt. Im Einkommenssteuerrecht (Einkommensteuer) werden seit 2013 Lebenspartner gleichbehandelt. Eine Angleichung bei der Einkommensteuer, im Rahmen des Ehegattensplittings erfolgte im Sommer 2013, nachdem zuvor ein Urteil des Bundesverfassungsgerichtes zugunsten homosexueller, verpartnerter Paare erging.
Am 30. Juni 2017 beschloss der Bundestag die Öffnung der Ehe für gleichgeschlechtliche Paare.

##### Schweiz
In der Schweiz wurde zuerst im Kanton Genf am 1. Mai 2001 eine PACS eingeführt, welche die Eintragung von homosexuellen wie auch heterosexuellen Partnerschaften ermöglichte. Am 22. September 2002 wurde im Kanton Zürich eine eingetragene Partnerschaft vom Stimmvolk mit 62,7 % Ja-Anteil genehmigt. Diese Regelung ging um einiges weiter als die Genfer Lösung und stellte eingetragene Lebenspartnerschaften Ehepaaren gleich, soweit dies in der Kompetenz des Kantons lag. Mit Beschluss des Kantonsparlaments vom 27. Januar 2004 führte auch der Kanton Neuenburg die registrierte Partnerschaft für unverheiratete Paare ein.
Am 5. Juni 2005 stimmte das gesamte Schweizer Stimmvolk über das Partnerschaftsgesetz (PartG) zur eingetragenen Partnerschaft ab. Es war das erste nationale Referendum über diese Frage weltweit. 58 % der teilnehmenden Stimmberechtigten stimmten dem Gesetz zu. Ziemlich homogene Mehrheiten gab es vor allem im Mittelland vom Kanton St. Gallen bis zum Kanton Genf; nicht nur Städte stimmten zu, sondern auch ländlichere Gebiete. Ablehnend verhielten sich vor allem ländlich-bäuerliche, katholische Kantone. Das Gesetz angenommen haben insgesamt 16,5 von 23 Kantonen. Die eingetragene Partnerschaft in der Schweiz schafft eine Gleichstellung mit der Ehe in Steuerfragen, Sozialleistungen, Erbrecht, Besuchsrecht, Zeugnisverweigerungsrecht etc. Es unterbindet aber ausdrücklich den Zugang zur Fortpflanzungsmedizin und die Adoption. Die eingetragene Partnerschaft in der Schweiz hat Auswirkungen auf den Zivilstand. Der Zivilstand ist nicht mehr „ledig“, sondern „in eingetragener Partnerschaft“. Das Gesetz trat am 1. Januar 2007 in Kraft.

##### Österreich

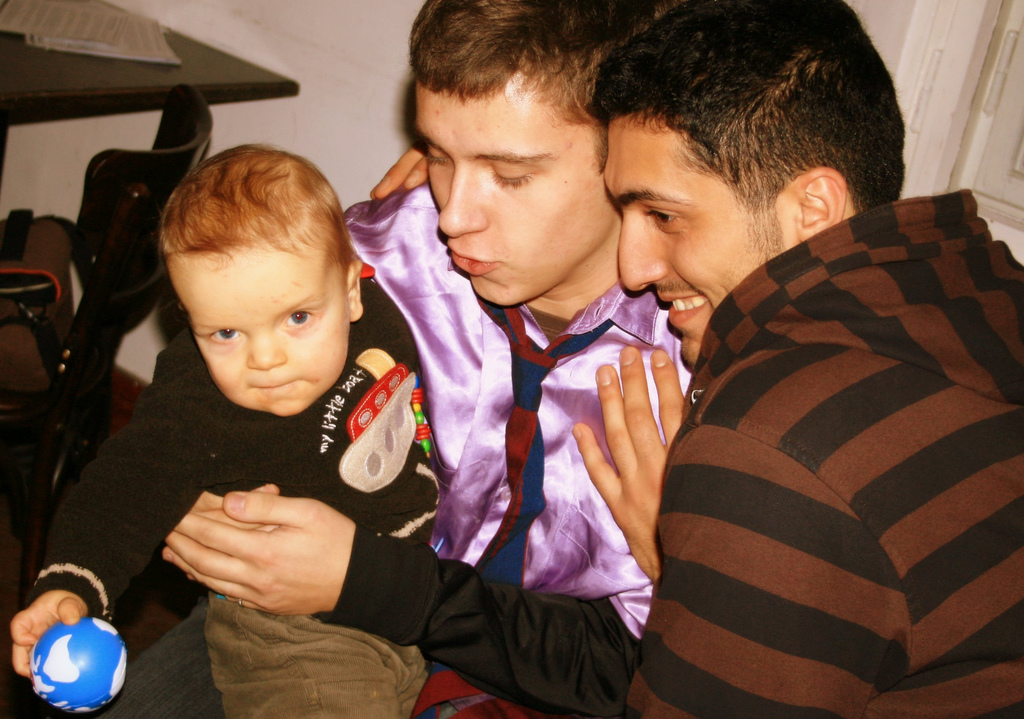
Schwules Elternpaar mit Kind (2008)

In Österreich trat – nachdem im Herbst 2007 eine Perspektivengruppe der Koalitionspartei ÖVP und ein Teil des Parteivorstandes entschieden hatten, dass es ein Rechtsinstitut geben soll – am 1. Januar 2010 das Eingetragene Partnerschaft-Gesetz in Kraft. Nach einem Meinungsaustausch mit dem Juristen Helmut Graupner waren viele sogar für eine Öffnung der Ehe, was auch einer der Vorschläge an den Parteivorstand war. Laut Bundesparteiobmann und Vizekanzler Wilhelm Molterer diente die Schweiz als Vorbild.
Ein Gegenpol zu den Bestrebungen zur Gleichstellung homosexueller Beziehungen mit der Ehe findet sich in den Vertretern der Lebensformenpolitik. Das Aufwachsen von Kindern in gleichgeschlechtlichen Partnerschaften und die sich damit stellenden rechtlichen Fragen werden unter dem Begriff „Regenbogenfamilie“ diskutiert. Die Kinder stammen meist aus früheren Beziehungen, andere sind Pflege- oder Adoptionskinder, wurden durch künstliche Befruchtung oder heterologe (Heim)-Insemination mit Samen von persönlich bekannten oder anonymen Spendern gezeugt oder zwei Paare arrangieren eine Co-Elternschaft, Leihmütter kommen schon durch die rechtlichen Gegebenheiten eher selten zum Einsatz.

#### Arbeitsrecht
Mit der Verabschiedung der europäischen Richtlinien zur Antidiskriminierung im Arbeitsrecht sind Kündigungen und sonstige diskriminierende Maßnahmen aufgrund Bekanntwerdens der homosexuellen Identität von Mitarbeitern in der Privatwirtschaft sowie von Angestellten und Beamten im öffentlichen Dienst in den Mitgliedstaaten der EU unzulässig. Ausnahmen bestehen für weltanschauliche Organisationen und Vereinigungen. Diese können „von den für sie arbeitenden Personen verlangen, dass sie sich loyal und aufrichtig im Sinne des Ethos der Organisation verhalten“. Diese Regelungen haben mit § 8 Abs. 1 und § 9 des Allgemeinen Gleichbehandlungsgesetzes Eingang in deutsches Recht gefunden.
Entsprechend finden im deutschen Arbeitsrecht auch die ethischen Positionen der Kirchen und anderer Religions- und Weltanschauungsgemeinschaften Anwendung. Für Homosexuelle bedeutet dies, dass sie von Organisationen oder Vereinen, bei denen die Ablehnung von Homosexualität oder homosexuellen Handlungen zum Ethos gehört, entlassen werden können.
In der römisch-katholischen Kirche wird gelebte Homosexualität als nicht mit dem christlichen Glauben vereinbar angesehen.
Angestellte der katholischen Kirche, welche sich offen zu ihrer Homosexualität bekennen, werden daher in der Regel entlassen. Ein solcher Widerspruch wird auch gesehen, wenn eine Gleichgeschlechtliche Lebenspartnerschaft nach dem Lebenspartnerschaftsgesetz eingegangen wird. Vergleichbar zu geschiedenen Kollegen, die erneut heiraten, erfolgt daher meist die Entlassung wegen Verletzung der Loyalitätspflichten als Arbeitnehmer.

So wurde im Jahr 2010 beispielsweise einer weiblichen Reinigungskraft eines katholischen Kindergartens des Bistums Essen gekündigt, weil sie eine eingetragene Lebenspartnerschaft mit einer Frau eingegangen war. In einzelnen kirchennahen katholischen Organisationen kann auch bereits ein Chatprofil bei einem Internetportal für Homosexuelle zu einer fristlosen Entlassung führen, wenn es der Organisationsleitung bekannt wird (siehe Kirchen als Tendenzbetrieb). Eine solche Kündigung hatte aber vor dem Arbeitsgericht Frankfurt keinen Bestand.
2005 hat der Heilige Stuhl ferner eine Instruktion veröffentlicht, in der Personen mit „tiefsitzenden homosexuellen Tendenzen“ und „Unterstützer einer homosexuellen Kultur“, als nicht geeignete Kandidaten für Weihämter, wie Priester oder Diakon, angesehen werden. Personen mit weniger „tiefsitzenden homosexuellen Tendenzen [die] Ausdruck eines vorübergehenden Problems wie etwa einer nicht abgeschlossenen Adoleszenz“ wären, sollten „mindestens drei Jahre vor der Diakonenweihe“ ausgeschlossen sein. Im Mai 2015 hob die Deutsche Bischofskonferenz die „Erklärung zur Unvereinbarkeit von Lebenspartnern nach dem Lebenspartnerschaftsgesetz“ vom 24. Juni 2002 auf.
Demgegenüber sind Beschäftigte, auch Pastoren, in den evangelischen Landeskirchen der EKD von einer arbeitsrechtlichen Kündigung oder Disziplinarmaßnahme nicht bedroht, wenn sie mit ihrem Partner oder ihrer Partnerin eine standesamtliche Lebenspartnerschaft eingehen oder ihre homosexuelle Identität in sonstiger Weise bekannt wird. In einigen Landeskirchen der EKD sind sie sogar besoldungsrechtlich zur Ehe gleichgestellt, was auch in der altkatholischen Kirche der Fall ist.

#### Gleichstellung im Militär
Ende 2000 wurde in der deutschen Bundeswehr die Führungshilfe für Vorgesetzte, Band 2, A.III.7 geändert. Darin wird verlangt, dass militärische Vorgesetzte im Blick auf sexuelle Minderheiten („Toleranz gegenüber anderen nicht strafbewehrten sexuellen Orientierungen“ also einschließlich transgeschlechtlicher Soldaten) aktiv „jeder Diskriminierung energisch entgegentreten“ müssen.
Auch mit dem im Rechtsrang höher stehenden Sexualerlass Umgang mit Sexualität in der Bundeswehr zur Zentralen Dienstvorschrift (ZDv) 14/3, Anlage B 173, ist eine Diskriminierung verboten worden. Mit der letzten Änderung im Juli 2004 ist nach jahrzehntelanger Ächtung homosexueller Vorgesetzter, die unter Billigung höchstrichterlicher Rechtsprechung mit Versetzungen und sogar Entlassungen rechnen mussten – wie etwa bei der Kießling-Affäre – ein liberalerer Umgang mit der Sexualität gewählt worden: „Die Intimsphäre von Soldatinnen und Soldaten ist als Teil ihres Persönlichkeitsrechts einer Einflussnahme durch den Dienstherrn grundsätzlich entzogen.“ „Daher sind außerdienstlich sowohl heterosexuelle als auch homosexuelle Partnerschaften und Betätigungen unter Soldatinnen und Soldaten disziplinarrechtlich regelmäßig ohne Belang.“
Eine weitere Änderung trat mit dem Soldatinnen- und Soldaten-Gleichbehandlungsgesetz (SoldGG) im Jahr 2006 in Kraft, durch das „Benachteiligungen aus Gründen […] der sexuellen Identität“ (§ 1 Abs. 1 des Soldatengesetzes) verboten sind, aber zusätzlich von diesem Maßstab der Nichtdiskriminierung auch der berufliche Erfolg abhängt, nämlich bei „Begründung, Ausgestaltung und Beendigung eines Dienstverhältnisses und […] beruflichen Aufstieg“ (§ 2 Abs. 1 Nr. 1 des Soldatengesetzes). Diese Einfügung ist wegen der Geltung der Grundrechtecharta rein deklaratorisch.
Künftig sind demnach grundsätzlich alle Beziehungsformen in den Privatbereich verwiesen. Homosexuelle Beziehungen können außer Dienst auch innerhalb militärischer Anlagen gepflegt werden, auch spielt der Dienstgrad der Beziehungspartner keine Rolle mehr. Soldatinnen und Soldaten in eingetragener Lebenspartnerschaft haben eine eigene Personenstandsbezeichnung (ELP) und sind berechtigt, Trennungsgeld zu erhalten.
Der Verein QueerBw vertritt die Belange homosexueller Menschen in der Bundeswehr.

### Weltweite Rechtslage

Gleichgeschlechtliche Ehen
Andere Formen gleichgeschlechtlicher Partnerschaften
Anerkennung (im In- oder Ausland geschlossener) gleichgeschlechtlicher Ehen
Bedingte Anerkennung gleichgeschlechtlicher Partnerschaften auf Bundes- jedoch nicht Landesebene
Keine Anerkennung gleichgeschlechtlicher Partnerschaften
Einschränkung der Meinungsfreiheit
De jure unter Strafe, de facto keine Strafverfolgung
Empfindliche Strafen
(Lebenslängliche) Haft
Todesstrafe

#### Ehen und Lebenspartnerschaften
Gesetzliche Regelungen für gleichgeschlechtliche Partnerschaften gibt es bereits in einer Reihe von Ländern. Mehrere Länder haben die Ehe für gleichgeschlechtliche Paare ermöglicht: Niederlande (2001), Belgien (2003), Spanien (2005), Kanada (2005), Südafrika (2006), Norwegen (2009), Schweden (2009), Portugal (2010), Island (2010), Argentinien (2010), Dänemark (2012), Neuseeland (2013), Uruguay (2013), Brasilien (2013), Frankreich (2013), Vereinigtes Königreich (2014), Irland (2015), Luxemburg, Homosexualität in den Vereinigten Staaten (2015, siehe hierzu Anerkennung gleichgeschlechtlicher Partnerschaften in den Vereinigten Staaten), Kolumbien (2016), Finnland und Deutschland (2017). In vielen weiteren Ländern existieren registrierte Partnerschaften, die teilweise dieselben Rechtswirkungen wie die Ehe haben, teilweise jedoch auch geringere Rechte, wie z. B. die Eingetragene Lebenspartnerschaft in der Schweiz.

#### Strafrechtliche Verfolgungen
Weltweit werden derzeit (Stand: Mai 2012) Homosexuelle in 78 der 193 Mitgliedstaaten der Vereinten Nationen strafrechtlich verfolgt, so etwa in Nigeria, Uganda, Tansania, Simbabwe, Angola, Jamaika, Belize und in den meisten islamischen Staaten, wobei in fünf dieser Länder – Iran, Jemen, Sudan, Saudi-Arabien und Mauretanien – sowie in Teilen Nigerias und Somalias die Todesstrafe für gleichgeschlechtlichen Verkehr vorgesehen ist. In Indien und dem Irak ist die rechtliche Lage unklar oder nicht überschaubar.

#### Staatliche Diskriminierungen
Aber auch in Teilen Europas, zum Beispiel in Russland, Belarus, Albanien und sogar in manchen der neuen EU-Länder ist die Lage der Menschenrechte derzeit bedenklich: So werden in Polen und Lettland Demonstrationen für Toleranz gegenüber Schwulen und Lesben von offiziellen Stellen verboten oder teilweise mit massiver Gewalt konfrontiert, die von den Kirchen und rechtsradikalen Nationalisten geschürt wird. In Polen wurden während der ersten PiS-Regierung unter Jarosław Kaczyński Forderungen einiger führender Politiker laut, Homosexuelle in Lager zu stecken bzw. aus Polen zu eliminieren; allerdings befasste sich der Sejm nicht damit. Im Frühjahr 2007 wurde über ein Gesetz beraten, das selbst die Erwähnung von Homosexualität durch Lehrer unter Strafe stellen sollte. So sollte laut dem Gesetzesprojekt auch Aufklärung darüber verboten werden, wie sich homosexuelle Männer vor Aids schützen können; Lehrer, die dagegen verstießen, sollten aus dem Schuldienst entlassen werden.  Für gewisses Aufsehen sorgte die Verhinderung bzw. Störung schwul-lesbischer Demonstrationen, Prides und Petitionsübergaben in Warschau, Riga und in Moskau durch die Polizei in den Jahren 2005, 2006 und 2007, wobei auch der parlamentarische Geschäftsführer und Bundestagsabgeordnete von Bündnis 90/Die Grünen Volker Beck kurzfristig verhaftet wurde.
In der UNO versuchen der Vatikan und die islamischen Staaten gemeinsam, allein nur die Diskussion über die Menschenrechtslage für Schwule und Lesben zu verhindern.
Unabhängig von der Diskriminierung durch benannte gesellschaftliche Gruppen oder fehlenden Schutz durch staatlichen Eingriff, sind Schwule und Lesben auch häufig homophoben Angriffen ausgesetzt, die durch Menschen mit Angst vor der eigenen, latent vorhandenen Homosexualität ausgeübt werden. So zeigen wissenschaftliche Untersuchungen mit nach eigenem Bekunden heterosexuellen Männern, dass jene, die sich homophob äußerten, deutlich stärker auf gleichgeschlechtliche sexuelle Reize reagierten als solche, die sich nicht homophob geäußert hatten. Andere Untersuchungen legen nahe, dass Männer, die bezüglich dessen, was sie für typisch männliche Eigenschaften halten, dahingehend verunsichert werden, dass sie möglicherweise selbst nicht diesem Bild entsprechen, dies durch ausgeprägten Machismus und Aggression gegen Homosexuelle überkompensieren wollen.

## Medizinische Perspektive
Mit der Konstruktion homosexuellen Begehrens als Abweichung von einer unterstellten „heterosexuellen Norm“ war von Anfang an auch der Versuch einer ätiologischen (medizinischen/psychologischen) Erklärung verknüpft. Nach 150 Jahren Forschung gibt es unter Sexualwissenschaftlern immer noch keinen Konsens, welche Faktoren für die Ausbildung sexueller Präferenzen ursächlich sind. Genannt wurden unter anderem genetische, endokrinologische (hormonelle) und psychoanalytische Erklärungsmodelle, die meist wenig miteinander vereinbar sind und somit in Konkurrenz zueinander stehen. In der Forschung hat sich heute weitgehend eine Deutung durchgesetzt, die auf der gesicherten Beobachtung aufbaut, dass homosexuelles Verhalten eines Teils von Populationen in der höheren Tierwelt sehr weit verbreitet ist. Einer der neueren Erklärungsansätze ist, dass einem solchen Verhalten eine mögliche evolutionäre Funktion für den Abbau von Aggressionen und die soziale Integration bei komplexen, hochentwickelten Wirbeltiergesellschaften zukommt. Der gängigste Erklärungsansatz ist jedoch die Verwandtenselektion. Homosexuelles Verhalten von Teilen einer Population hochentwickelter Lebewesen ist demnach ein durch die natürliche Evolution entstandenes, in der belebten Natur weit verbreitetes und sinnvolle Funktionen erfüllendes Phänomen.

### Ursachen der Ausbildung der sexuellen Orientierung
Welche Faktoren beim Einzelnen zur Ausbildung einer bestimmten sexuellen Orientierung führen, ist ungeklärt. Grundsätzlich können bei der Entstehung der sexuellen Orientierung zwei Hauptthesen unterschieden werden:
- Die sexuelle Orientierung ist schon vor der Geburt festgelegt.
- Die sexuelle Orientierung wird erst durch gewisse Identifikationsprozesse in der frühen Kindheit oder auch besondere Abläufe in der Pubertätsphase ausgeprägt.

Außerdem werden Theorien vertreten, die eine Kombination dieser beiden Thesen darstellen.
Unter biologischen, evolutionären oder psychologischen Aspekten werden deshalb folgende Themen diskutiert:
- Faktoren, die zu Homosexualität beim Menschen führen
- Ist Homosexualität durch angeborene Faktoren bedingt oder beeinflussen diese die Ausbildung der Homosexualität?
- Ist Homosexualität auch oder teilweise eine Willensentscheidung?

Obwohl sich der weit überwiegende Teil der Wissenschaft darin einig ist, dass Homosexualität keine Krankheit oder Paraphilie ist, wird diese immer noch vereinzelt, häufig von religiös orientierten Gruppierungen, als abnorm oder krankhaft eingestuft und eine „Heilung“ für sinnvoll und möglich gehalten; „Therapien“ werden diskutiert und auch ausprobiert. Zu nennen ist dabei vor allem die hochumstrittene, im Umfeld evangelikaler Christen in den USA entstandene Ex-Gay-Bewegung, die so genannte Konversionstherapien zur „Umpolung“ von Homosexuellen zu Heterosexuellen propagiert und anbietet. Diese Therapien werden von der medizinischen, psychologischen und psychiatrischen Fachwelt praktisch einhellig abgelehnt und als potenziell schädlich für die Betroffenen angesehen (siehe auch unten bei Beratungsstellen). Im US-Bundesstaat Kalifornien sind solche Therapien bei Minderjährigen seit September 2012 wegen ihres Schadpotenzials gesetzlich verboten.
Der wissenschaftliche Streit über die Ursachen homosexuellen Verhaltens ist sehr alt. Solange jedes homosexuelle Verhalten strafbar war, waren die Argumentationen in diesem Streit oft von dem Bestreben geleitet, entweder die „Unausweichlichkeit“ homosexuellen Verhaltens zu belegen und damit die Forderung nach dessen Straflosigkeit zu begründen oder aber es als freie Entscheidung für „moralischen Verfall“ zu kennzeichnen, dem mit Bestrafung entgegengewirkt werden müsse. Auch heutige Untersuchungen zeigen, dass Menschen, die von einer angeborenen sexuellen Orientierung ausgehen, eine tolerantere Haltung gegenüber Homosexuellen haben als jene, die es als persönliche Entscheidung sehen.
Teile der Lesben- und Schwulenbewegung distanzieren sich von Ursachenforschung. Die Erfahrung der letzten 150 Jahre zeigt, dass Wissenschaftler, Mediziner, Psychologen und andere sich für die Ursachen der Entwicklung sexueller Orientierungen, primär der homosexuellen Orientierung, interessiert haben. Als Teil dieser Studien haben viele versucht, Homosexuelle zu erkennen und sie zu „heilen“, wobei das behauptete Ergebnis nicht zwingend Heterosexualität sein musste. Viele homosexuelle Menschen befürchten deshalb, dass Ursachenforschung letztlich gegen sie eingesetzt werden soll, um Homosexualität als unnatürlich, abnormal oder krankhaft, beziehungsweise als Symptom einer Krankheit anzusehen. Vor allem bei Menschen bzw. Gruppierungen, die Homosexualität aus ideologischer, religiöser oder aus persönlicher Abneigung nicht tolerieren wollen, können solche Forschungen den Drang wecken, diese einzusetzen, um Homosexualität zu beseitigen oder zumindest Homosexuelle zu erkennen und zu isolieren. Solche Befürchtungen stützen sich u. a. auf Erfahrungen, die homosexuelle Männer in der Zeit des Nationalsozialismus machen mussten, in welchem man Homosexuelle mittels psychologischer Experimente erkennen und mit grausamen medizinischen Menschenversuchen „zu heilen“ beabsichtigte. Selbst Menschen, denen Schwule und Lesben sympathisch sind, und aktiv unterstützende Eltern homosexueller Kinder wollen meist heterosexuelle Kinder, und sei es nur aus Angst vor den potentiell negativen Folgen von Heterosexismus und Homophobie in der Gesellschaft. Zu beachten ist auch, dass Untersuchungsergebnisse nicht in der westlichen Welt verbleiben, sondern global verfügbar sind. An einer Universität in Singapur, wo damals gleichgeschlechtliche Akte mit lebenslanger Haft bestraft werden konnten, standen die Psychiater vor der Frage, ob ein präsymptomatischer Test ohne die Möglichkeit einer Behandlung angeboten werden dürfe. Während zu Zeiten Karl Heinrich Ulrichs (1825–1895) eine angeborene biologische Ursache als gegeben hingenommen werden musste, wäre heutzutage sogar ein „homosexuelles Gen“ potentiell per Pränataldiagnostik erkennbar und man könnte darauf mit selektiver Abtreibung oder Gentherapie reagieren. Befürworter eines Rechtes der Eltern auf Selektion sind beispielsweise Aaron S. Greenberg und J. Michael Bailey.
Bisweilen wird kritisiert, dass die Erforschung der sexuellen Orientierung zu stark auf die Erforschung von Homosexualität ausgerichtet sei. Gelegentlich wird auch die Ursachenforschung zur Homosexualität an sich kritisiert. Hierin wird von diesen Kritikern eine Wertung oder Pathologisierung gesehen, die auf einen heteronormativen Blickwinkel zurückzuführen sei, der als soziokulturelles Konstrukt angesehen wird. Eine wertneutrale Forschung in diesem Bereich müsse das gesamte Spektrum der sexuellen Orientierungen im Blick haben. Biologische Ursachenforschung, die sich im Wesentlichen auf die gleichgeschlechtliche sexuelle Orientierung konzentriere, würde einen Rechtfertigungszwang für bestimmte Verhaltensweisen einschließen und Moralvorstellungen von „richtiger“ oder „falscher“ Sexualität transportieren.

#### Genetik
Der Zwillingsforscher Franz Josef Kallmann befragte in den 1950er Jahren männliche Zwillingspaare. Bei dieser Stichprobe ermittelte er, dass von 40 eineiigen und 45 zweieiigen männlichen Zwillingspaaren, von denen mindestens ein Bruder sich selbst als schwul bezeichnete, bei 100 Prozent der eineiigen Zwillinge der andere Bruder sich ebenfalls als schwul definierte und dass bei den zweieiigen Zwillingen diese in diesem Punkt der allgemeinen männlichen Bevölkerung glichen. Andere wie Willhart S. Schlegel fanden ähnliche genetische Komponenten der sexuellen Orientierung. Spätere Forschungsarbeiten der 1960er Jahre kamen zu verschiedenen Ergebnissen: Einige konnten einen Zusammenhang zur Zygozität finden, während andere keinen Unterschied zwischen eineiigen Zwillingen, zweieiigen Zwillingen und Adoptivgeschwistern feststellten.
Im Jahre 1993 brachte der US-amerikanische Forscher Dean Hamer einen genetischen Marker auf dem X-Chromosom mit Homosexualität in Verbindung. Die Annahme bestätigte sich zunächst, weil eineiige Zwillingsbrüder, die diesen Chromosomenabschnitt trugen, beide schwul waren. Spätere Forschungsarbeiten der gleichen Forschungsgruppe konnte dieser Zusammenhang allerdings nicht bestätigen. Eine Studie der Forschungsgruppe um Bailey et al. (1991 und 1993) hatte zum Ergebnis, dass eineiige Zwillinge häufiger beide homosexuell sind als zweieiige. Definierte sich ein eineiiger Zwilling als gleichgeschlechtlich orientiert, so stimmte dies zu etwa 50 Prozent mit der Selbstdefinition seines Zwillingsgeschwisters überein; bei zweieiigen Zwillingen waren es nur 20 bis 25 Prozent, deren angegebene sexuelle Orientierung übereinstimmte. Diese Arbeiten wurden, wie auch jene von Kallmann und Schlegel, als methodisch fehlerhaft kritisiert – so wurde die Zygozität der Zwillinge (eineiig oder zweieiig) nicht molekulargenetisch bestimmt, sondern anhand eines Fragebogens nach Gemeinsamkeiten und Unterschieden im Verhalten.
In einer Zwillingsstudie aus Schweden von 2008 wurden 3826 zwischen 1959 und 1985 geborene Zwillingspärchen untersucht, bei denen mindestens ein Zwilling
einen gleichgeschlechtlichen Sexualpartner hatte. Durch Vergleich zwischen eineiigen und zweieiigen Zwillingspärchen wurde statistisch analysiert, welche genetischen und Umweltfaktoren die Auswahl des Partnergeschlechts beeinflussen.
Einflussfaktoren (Konfidenzintervall in Klammern):
- genetische Einflüsse ♂ 39 % (0–59) ♀ 19 % (0–49),
- gemeinsame Umwelteinflüsse ♂ 0 % (0–46) ♀ 17 % (0–42),
- individuelle Umwelteinflüsse ♂ 61 % (41–85) ♀ 64 % (51–78)[113][114]

Bei allen Untersuchungen ist zu beachten, dass eine homosexuelle Neigung nicht immer sicher festgestellt werden kann. Manche Probanden verschweigen aus Scham eine ihnen bewusste homosexuelle Orientierung, andere sind sich ihrer noch nicht bewusst oder haben sie sich noch nicht eingestanden („inneres Coming-out“). Das führt dazu, dass die Zahl homosexuell empfindender Probanden in den Studien regelmäßig geringer erscheint, als sie tatsächlich ist. Erschwerend kommt hinzu, dass die Anzahl der Probanden in sämtlichen Studien nur gering war.
Nach einer Hypothese von William R. Rice, Urban Friberg und Sergey Gavrilets aus dem Jahr 2012 könnte die Entstehung der menschlichen Homosexualität durch epigenetische Vererbung verursacht sein. So würde bei einigen Individuen die sexuelle Präferenz der Mutter an den Sohn und die Präferenz des Vaters auf die Tochter übertragen. Das passiere dann, wenn die Epi-Marks bei den Genen, die für die sexuelle Ausrichtung verantwortlich sind, bei der Keimzelle erhalten blieben. So bilde dann beispielsweise ein Embryo zwar männliche Geschlechtsorgane aus, die sexuelle Ausrichtung auf das männliche Geschlecht wäre aber dieselbe wie bei der Mutter. Die Homosexualität des Menschen ist nach dieser Hypothese angeboren, ohne zwangsläufig in der DNA-Sequenz erkennbar zu sein. Die Hypothese erklärt, weshalb das Vorkommen von Homosexualität beim Menschen über die Zeit statistisch stabil bleibt. Nach dieser Hypothese entsteht die homosexuelle Prägung bei jedem Individualzyklus neu, und darum stirbt sie evolutionär nicht aus, obwohl die meisten homosexuellen Menschen keinen eigenen Nachwuchs haben. Die Autoren der Studie geben allerdings an, dass es sich nur um eine Hypothese handele, hingegen derzeit keine empirischen Befunde für einen Zusammenhang von Homosexualität und Epigenetik sprechen würden. Eine kritische Analyse der Studie von Rice et al. hat Heinz J. Voss vorgenommen.
Früheren Studien fehlte es oftmals noch an statistischer Trennschärfe. Ganna u. a. (2019) führten an 477.522 Personen eine genomweite Assoziationsstudie (GWAS) durch, in der fünf Loci identifiziert werden konnten, die in signifikantem Zusammenhang mit gleichgeschlechtlichem Sexualverhalten stehen. Insgesamt machten dabei alle getesteten genetischen Varianten 8 bis 25 % der Unterschiede des gleichgeschlechtlichen Sexualverhaltens aus. Sie überlappten sich nur teilweise zwischen Männern und Frauen. Auch ermöglichen sie keine aussagekräftige Vorhersage des Sexualverhaltens einer Person. Die genetischen Einflüsse überlappten sich teilweise mit denen einer Vielzahl anderer Merkmale, einschließlich der Risikobereitschaft und des Persönlichkeitsmerkmals „Offenheit für Erfahrungen“. Die Überschneidung mit genetischen Einflüssen auf andere Merkmale liefert Einblicke in die zugrundeliegende Biologie des gleichgeschlechtlichen Sexualverhaltens. Die Analyse verschiedener Aspekte der sexuellen Präferenz unterstreicht deren Komplexität und stellt die Gültigkeit von Kennzahlen zur Messung eines Kontinuums zwischen zwei Polen wie der Kinsey-Skala infrage. Insgesamt liefern die Ergebnisse von Ganna u. a. Einblicke in die Genetik des gleichgeschlechtlichen Sexualverhaltens und unterstreichen die Komplexität der Sexualität. Die Studie zeigt, dass genetische Einflüsse bei der Ausbildung von gleichgeschlechtlichem Sexualverhalten eine Rolle spielen, die Einflüsse jedoch nicht aussagekräftig genug sind, um Homosexualität anhand von Gentests feststellen zu können.

#### Endokrinologie
Eine Theorie, die auf Forschungsarbeiten des deutschen Endokrinologen und Sexualwissenschaftlers Günter Dörner zurückgeht, besagt, dass Stresshormone in der Schwangerschaft für Homosexualität verantwortlich seien. Bei männlichen Föten verhinderten sie, dass deren Gehirn, das zunächst keine Unterschiede zu einem weiblichen habe, durch bestimmte Hormone ein männliches Geschlecht bekomme. Diese das Gehirn modifizierenden Hormone „vermännlichen“ das Gehirn des männlichen Babys normalerweise in der Schwangerschaft in drei Phasen, von denen jede durch Stress gestört werden könne. Zur lesbischen Anlage findet sich eine analoge Aussage, nämlich, dass diese das Produkt von sehr „entspannten“ Müttern seien, deren Vermännlichungshormone mangels Stress seltener ausgeblieben seien.
Allerdings wenden Kritiker dieser und ähnlicher Theorien ein, dass es sich bei der Annahme, dass schwule Männer irgendwie „weiblicher“ sein müssten als heterosexuelle, oder lesbische Frauen „männlicher“, lediglich um ein heteronormatives Postulat handelt, welches keinesfalls bewiesen ist. Es erklärt ebenfalls nicht, warum schwule Männer einen anderen „verweiblichten“ Mann gegenüber einer „vermännlichten“ Frau als Partner bevorzugen sollten (siehe auch Straight Acting).
In einer Veröffentlichung der schwedischen Forscher Ivanka Savic und Per Lindström vom Karolinska-Institut in Stockholm in der Zeitschrift „Proceedings of the National Academy of Sciences“ wird von Unterschieden in der Gehirnstruktur von homosexuellen und heterosexuellen Menschen berichtet.
Darin wird beschrieben, dass die Gehirne von homosexuellen Frauen und heterosexuellen Männern eine ähnliche Asymmetrie aufweisen, da die rechte Hirnhälfte ein wenig größer ist als die linke. Bei homosexuellen Männern und heterosexuellen Frauen fanden sich keine solchen Größenunterschiede.
Weiterhin wird von unterschiedlich stark ausgeprägten Nervenzellverbindungen in der Amygdala, einem Teil des limbischen Systems, berichtet. Hier zeigten sich die gleichen Zusammenhänge wie bei den unterschiedlichen Gehirngrößen: In den Gehirnen von homosexuellen Frauen und heterosexuellen Männern waren die Amygdala-Verbindungen in der rechten Hirnhälfte stärker ausgeprägt als in der linken. Bei homosexuellen Männern und heterosexuellen Frauen waren die Amygdala-Verbindungen in der linken Hirnhälfte ausgeprägter. Diese lassen sich, so die Forscher, bereits bei Babys unmittelbar nach der Geburt nachweisen.
Genetische Unterschiede, so die Forscher, seien wahrscheinlich nicht für diese Unterschiede verantwortlich, ebenso wenig Wahrnehmung und erlerntes Verhalten. Welche Mechanismen für die unterschiedliche Entwicklung verantwortlich sind und, ob diese pränatal oder erst unmittelbar nach der Geburt eine Rolle spielen, ist nicht bekannt. Wilson/Rahman sprechen sich jedoch gegen die durch diese Studie implizierte Annahme aus, homosexuelle Männer hätten „weibliche“ Gehirne und homosexuelle Frauen „männliche“, was nur gängigen Stereotypen entspräche. Sie postulieren, homosexuelle wie heterosexuelle Menschen besäßen eine mosaikartige Gehirnstruktur, bestehend aus männlichen und weiblichen Anteilen.
Im Jahre 1996 veröffentlichten Anthony Bogaert und Ray Blanchard von der Brock University in Kanada eine Untersuchung, wonach statistisch gesehen jüngere Brüder eher homosexuell werden als ältere Brüder. Nach ihren Daten steigt die Wahrscheinlichkeit der Homosexualität bei jedem weiteren männlichen Nachkommen um ein Drittel. In einer Nachfolgeuntersuchung konnte Bogaert zudem belegen, dass dieser Effekt nicht nachträglich durch familiäre Verhältnisse (zum Beispiel Adoption) beeinflusst wird, sondern ein rein biologischer Effekt ist. Bogaert vermutet, dass beim Tragen des ersten männlichen Kindes gewisse unbekannte biochemische Prozesse bei der Mutter ausgelöst werden, die sich bei jedem weiteren männlichen Nachkommen verstärken und zu diesem Effekt führen.

#### Evolutionstheorie
Unter der Annahme, Homosexualität sei genetisch disponiert oder die Ausbildung sei genetisch mit beeinflusst, wird die Frage nach dem evolutionären Nutzen gestellt, da Eigenschaften, welche die Fortpflanzung einer Art verringern, als schädlich eingestuft werden. Da die als wahrscheinlich anzusehende Häufigkeit von Homosexualität als nicht vernachlässigbare Größe angesehen werden kann, wird in der Wissenschaft die Frage erörtert, ob Homosexualität oder homosexuelles Verhalten, gerade auch in sozial lebenden Arten, einen evolutionären Vorteil haben könnte oder aber die offensichtlichen Nachteile bezüglich der Vermehrungsraten durch andere Vorteile oder Verhaltensweisen kompensiert werden könnten.
Verschiedene Thesen und Untersuchungsergebnisse werden erörtert:
- Der Verzicht auf eigene Kinder könnte durch Verwandtenselektion der Sippe dienen, da sie dafür sorgt, dass sich eine größere Anzahl von Menschen um die Nachkommen kümmern kann. Dies könnte bewirken, dass der Verzicht auf eigene Kinder auch der Mitversorgung der genetisch nahe verwandten Neffen und Nichten dient und somit auch den eigenen Genen den Fortbestand erleichtert (siehe auch Das egoistische Gen). Diese Theorie erklärt allerdings nicht den evolutionstheoretischen Nutzen der Homosexualität, da asexuelles Verhalten oder Veranlagung denselben Effekt hätten.[123]
- Weibliche Verwandte homosexueller Männer scheinen fruchtbarer zu sein. Eine Studie der Universität Padua kam zu dem Ergebnis, dass weibliche Verwandte mütterlicherseits mehr Nachkommen haben als der Durchschnitt. Unter der Voraussetzung, dass Gene, welche auch zur Ausbildung der Homosexualität beitragen, mütterlicherseits vererbt werden und auch für die höhere Fruchtbarkeit verantwortlich sind, könnte dies den Nachteil kompensieren oder sogar überkompensieren.[124][125]

### Psychologie
Die psychiatrische Pathologisierung der Homosexualität begann Mitte des 19. Jahrhunderts. Homosexualität wurde in der Regel als Symptom einer inneren Verkehrung des Geschlechtsempfindens („konträre Sexualempfindung“, „Inversion“) aufgefasst.

#### Sigmund Freud
Sigmund Freud bezeichnete Homosexualität „als Abweichung der sexuellen Funktionen, hervorgerufen durch eine gewisse Stockung der sexuellen Entwicklung“ Als psychischen „Normalfall“ sah Freud die Bisexualität an; auch die Heterosexualität beruhe „auf einer Einschränkung der Objektwahl“. Mehrfach bezog er öffentlich Stellung gegen Kriminalisierung und Pathologisierung der Homosexualität. 1905 stellte er fest: „Die psychoanalytische Forschung widersetzt sich mit aller Entschiedenheit dem Versuch, die Homosexuellen als eine besonders geartete Gruppe von den anderen abzutrennen.“
Seine Ansichten zum Thema resümiert er in dem Aufsatz „Über die Psychogenese eines Falles von weiblicher Homosexualität“ aus dem Jahr 1920. Darin wendet er sich gegen die Vorstellung, „vollentwickelte“ Homosexualität – mit dem Ziel der Wiederherstellung der „vollen bisexuellen Funktion“ – psychoanalytisch behandeln zu können. Dies sei „nicht viel aussichtsreicher als das umgekehrte“ – die Heilung von „vollentwickelter“ Heterosexualität –, „nur daß man dies letztere aus gut praktischen Gründen niemals versucht“.

#### Homosexualität in DSM und ICD
1973 wurde Homosexualität von der American Psychiatric Association (APA) aus ihrem Krankheitenkatalog (Diagnostic and Statistical Manual of Mental Disorders, kurz: DSM, damalige Auflage DSM-II) gestrichen – nicht zuletzt aufgrund der Forschungsergebnisse von Evelyn Hooker. Zuvor galt Homosexualität als psychische Störung. Allerdings existierte von da an im DSM-II die „sexuelle Orientierungsstörung“, später im DSM-III „ich-dystone Homosexualität“ genannt, mit der ein Zustand anhaltenden Leidens an der eigenen Homosexualität diagnostiziert werden konnte. Im neuen, aktuellen DSM-IV-TR befindet sich eine Diagnosekategorie „nicht näher bezeichnete sexuelle Störung“, die auch ein „andauerndes und ausgeprägtes Leiden an der sexuellen Orientierung“ (302.9) beinhaltet. Die Streichung erfolgte 1973 gegen den Widerstand der American Psychoanalytic Association (APsaA), die dadurch erheblich an Renommee und Einfluss verlor, dann nach einem Generationswechsel neue Position bezog und sich 1991 entschuldigte:

„Die American Psychoanalytic Association lehnt jede öffentliche oder private Diskriminierung gleichgeschlechtlich orientierter Frauen und Männer ab und bedauert sie. Es ist die Position der American Psychoanalytic Association, dass die mit uns verbundenen Ausbildungsinstitute ihre Kandidaten aufgrund ihres Interesses für die Psychoanalyse aussuchen, wegen ihres Talents, ihrer Vorbildung, ihrer Integrität, ihrer Bereitschaft zu Selbstanalyse und Ausbildung, und nicht aufgrund sexueller Orientierung.“

Aus der von der Weltgesundheitsorganisation (WHO) herausgegebenen International Classification of Diseases (ICD) wurde die Homosexualität (und deren Diagnoseschlüssel) mit der 1992 veröffentlichten ICD-10 entfernt (in der bis dahin gültigen neunten Ausgabe der ICD erschien Homosexualität unter dem Klassenkürzel 302.0 als eigene Krankheit). Dafür wurde dort das Störungsbild der ich-dystonen Sexualorientierung (F66.1) im Bereich der Persönlichkeits- und Verhaltensstörungen aufgenommen. In der ICD-8 wurde Homosexualität bereits 1968 als umstrittenes Krankheitsbild dargestellt. Im Jahr 1980 hatte die Partei Die Grünen die Streichung des Krankheitsbegriffes aus den deutschen Registern der WHO gefordert.

#### Gegenwart
In Psychoanalyse und Psychotherapie gibt es nach wie vor kontroverse Meinungen. Anhänger der Gay Affirmative Psychotherapy, die die internationale Mehrheitsmeinung vertreten, versuchen, den Umgang mit Homosexualität möglichst in das Menschsein zu integrieren. Im deutschen Sprachraum äußerten sich 2000 zwei Standardwerke klar und deutlich: Im Mertens/Waldvogel konstatierte Udo Rauchfleisch, dass Diskriminierung und Pathologisierung wissenschaftlich nicht vereinbar seien. Im Stumm/Pritz verlangte Wolfgang Till von der Psychotherapie „eine nichtpathologisierende, vorurteilsfreie Haltung zur Homosexualität“. Johannes Cremerius nannte 1992 die Pathologisierung der Homosexualität und die Weigerung, Homosexuelle zur analytischen Ausbildung zuzulassen, als einen der wesentlichen Gründe für die Krise der Psychoanalyse.
Dazu entgegengesetzt gibt es eine immer kleiner werdende Minderheit von Medizinern oder Psychoanalytikern, die Homosexualität im Gegensatz zum DSM-IV und zur ICD-10 als „krankhafte und behandlungsbedürftige Störung“ sehen (z. B. Charles Socarides und Joseph Nicolosi). Der Psychotherapeut Douglas Haldeman, der ehemalige Vorsitzende der American Psychological Association, ist der Meinung, Lesben und Schwule hätten zwar ein Recht auf Veränderung ihrer sexuellen Orientierung, sofern sie mit ihren sexuellen Orientierungen unzufrieden seien. Bisher ist jedoch keine funktionierende „Therapie“ bekannt, mit der langfristig die sexuelle Orientierung verändert werden konnte. Die sogenannte reparative Therapie bezeichnet Haldeman als „Pseudowissenschaft“. Die sexuellen Neigungen als solche bestimmen noch nicht die psychologische Identität eines Menschen, da dazu wesentlich die freie Stellungnahme gehört. Im Sommer 2008 erklärte die deutsche Bundesregierung im Deutschen Bundestag, dass die reparative Therapie in der Fachwelt weitestgehend abgelehnt werde. Die deutsche Bundesregierung vertritt weder die Auffassung, dass Homosexualität einer Therapie bedarf noch dass Homosexualität einer Therapie zugänglich ist. Auch Haldeman ist der Meinung, die sogenannte „reparative Therapie“ passe nicht in die moderne „mental health profession“ hinein, und sei „seit Jahren diskreditiert.“

### HIV
Nach einer Studie der Johns-Hopkins-Bloomberg School of Public Health in Baltimore liegt der Anteil der HIV-Positiven bei Männern, die Sex mit Männern haben (MSM), in den meisten westeuropäischen Staaten bei etwa sechs Prozent. Höhere Werte ermittelten die Forscher für die Karibik (25 Prozent), Afrika (18 Prozent) und Nordamerika (15 Prozent). Die vergleichsweise niedrige HIV-Prävalenz in Deutschland wird auf einen verbreiteten Gebrauch von Kondomen zurückgeführt. Nach Angaben der Deutschen AIDS-Hilfe schützen sich in Deutschland 70 Prozent der männlichen Homosexuellen immer mit Kondomen sowie 20 Prozent fast immer.
In Deutschland waren von den rund 2200 Neuinfizierten im Jahr 2023 nach Schätzungen des RKI etwa 77 % Männer und von diesen wiederum 55 % MSM. Als Ursache gilt, dass die Übertragungswahrscheinlichkeit des HI-Virus bei Analverkehr etwa 18 Mal höher ist als bei Vaginalverkehr. Als weitere Faktoren werden häufige Partnerwechsel sowie wechselnde Rollen beim Sex genannt. Das Risiko einer HIV-Infektion ist bei Analverkehr bei der empfangenden Person besonders hoch.
Bis 2017 waren MSM in Deutschland aufgrund der höheren HIV-Prävalenz gänzlich von der Blutspende ausgeschlossen. Ab 2017 durften MSM Blut spenden, wenn sie seit zwölf Monaten keinen Geschlechtsverkehr mit einem Mann hatten. Durch Änderung der Hämotherapie-Richtlinie konnten sie ab 2021 an der Blutspende teilnehmen, wenn sie dauerhaft in einer monogamen Beziehung lebten. Seit 2023 ist die sexuelle Orientierung als Kriterium für die Blutspende grundsätzlich unzulässig. Stattdessen wird auf allgemeines Risikoverhalten abgestellt.
In Österreich waren homosexuelle Männer lange Zeit gänzlich von der Blutspende ausgeschlossen. Später waren sie zur Blutspende zugelassen, wenn sie ein Jahr keinen Sex gehabt hatten. Seit 2022 findet keine Unterscheidung nach sexueller Orientierung mehr statt. Stattdessen ist von der Blutspende für drei Monate ausgeschlossen, wer in den letzten drei Monaten mit drei Personen Sex hatte.

### Homosexuelles Verhalten bei Tieren
Homosexuelles Verhalten tritt wissenschaftlichen Untersuchungen zufolge in unterschiedlichen Formen im Tierreich auf. Gleichgeschlechtliches Sexualverhalten (same-sex behavior, SSB) wurde bei über 1500 Tierarten festgestellt.

## Verbände und Organisationen
International
- ILGA – International Lesbian, Gay, Bisexual, Trans and Intersex Association

USA
- Human Rights Campaign
- National Gay Pilots Association (NGPA)
- PFLAG – Parents, Families and Friends of Lesbians and Gays

Deutschland
Siehe auch Homosexualität in Deutschland#Vereine und Organisationen
- LSVD+ – Verband Queere Vielfalt – größte Bürgerrechts-, Selbsthilfe- und Wohlfahrtsorganisation für Lesben und Schwule in Deutschland
- Lambda – schwullesbischer Jugendverband Deutschlands
- BEFAH – Bundesverband der Eltern, Freunde und Angehörigen von Homosexuellen
- Maneo – schwules Überfalltelefon und Opferhilfe Berlin
- Berufsverband VK – Bundesverband schwuler Führungskräfte

Österreich
- HOSI – Die Homosexuellen Initiativen Österreichs – Wien, Linz, Salzburg, Tirol, Vorarlberg
- Rosalila PantherInnen Graz/Steiermark[152]
- identity queer – LesBiSchwule Gruppe an den Wiener Universitäten
- Wiener Antidiskriminierungsstelle – Informationen der Stadt Wien für Lesben, Schwule und TransGenderpersonen
- Rechtskomitee Lambda – Lobbygruppe zur Verbesserung der rechtlichen Situation
- Courage-Beratung – PartnerInnen-, Familien- und Sexualberatung (Wien)
- HoMed – Homosexuelle im Gesundheitswesen
- Rosa Lila Villa – Lesben- und Schwulenhaus Wien
- Jugendgruppe aqueerium/Steiermark
- Jugendprojekt Liebeist./Steiermark

Schweiz
- Pink Cross – Nationaler Dachverband der homosexuellen Männer in der Schweiz
- LOS – Lesbenorganisation Schweiz
- ediagonal – Nationaler Dachverband lesbischwuler Jugendorganisationen

Siehe auch: Homosexualität in der Schweiz, Geschichte der Homosexualität in der Schweiz
Luxemburg
- Rosa Letzebuerg
- Cigale: Centre d’Information GAy et LEsbien

Italien (Südtirol)
- Centaurus – Schwul-lesbische Initiative Südtirol

Beratungsstellen
Es gibt in vielen Städten Rosa Telefone, um betroffene Menschen und Angehörige zu beraten. Die Beratung erfolgt anonym. Die meisten haben bundeseinheitlich die Nummer 19446. In einigen Städten gibt es auch sogenannte Überfalltelefone für Opfer antihomosexueller Gewalt. Die meisten haben bundeseinheitlich die Nummer 19228.
Des Weiteren gibt es häufig Coming-out-Gruppen, auch speziell für Jugendliche.
Eine große Bedeutung hat mittlerweile die Onlineberatung. Sie wird von verschiedenen Trägern angeboten.
Finanzielle Hilfe für Gruppen und Initiativen
- Homosexuelle Selbsthilfe e. V.
- Hannchen-Mehrzweck-Stiftung